# Liste des ponts sur la Rotte
Les ponts sur la Rotte sont situés tout au long de la rivière de la Hollande-Méridionale, la Rotte, de la ville de Hollevoeterbrug à la Nouvelle Meuse à Rotterdam, en passant par la ville de Moerkapelle. Cette voie d'eau est navigable sur tout son parcours. 

## Calcul et publication des données
Les données sur les ponts telles que le tirant d'air libre (hauteur libre sous ouvrage) mesurée sur le limnimètre (kanaalpeil, PK), les longueurs et les largeurs, sont publiées sur :
- la base de données Voies Navigables aux Pays-Bas (Vaarwegen in Nederland, ViN) du service de gestion de la circulation et des transports sur l'eau (AVV)
- le Guide pour les voies de navigation intérieures (Wegwijzer voor de binnenscheepvaart, 210)
- l'Almanach de l'eau de l'ANWB (Wateralmanak).

Le niveau d'eau cible (kanaalpeil) utilisé dans la région est nommé le niveau de la Rotte ou du Rijnsland. Il est de -1,00 m en dessous du niveau de la mer, le niveau de la mer étant déterminé par le système de mesure du niveau de la mer d'Amsterdam (le NAP).

## Pont pour vélos au nord du Hollevoeterbrug

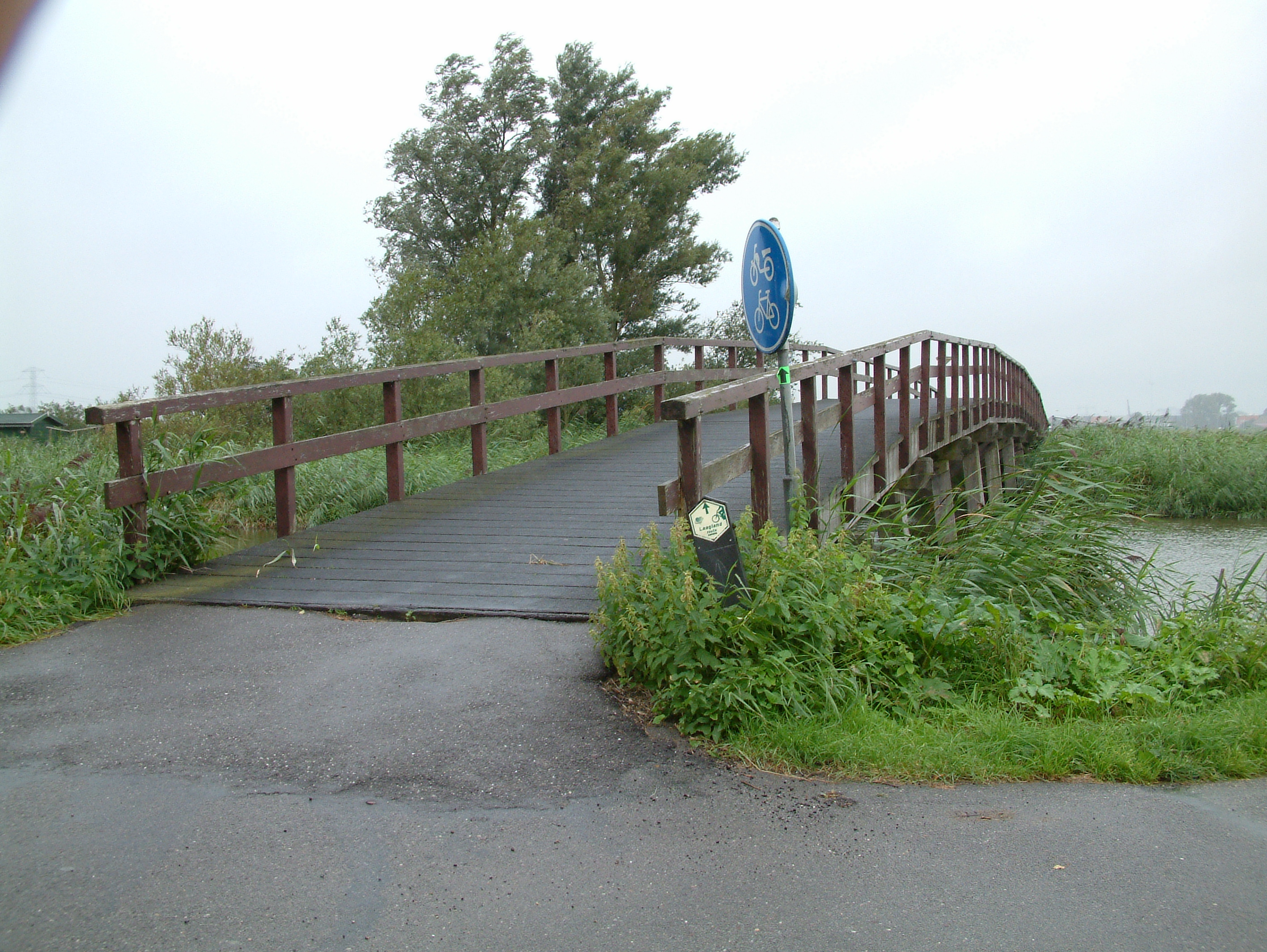
Pont

Le premier pont qui enjambe la Rotte en amont est un pont fixe, en bois, destiné au passage des vélos. 

## Pont Hollevoeter ouHollevoeterbrug

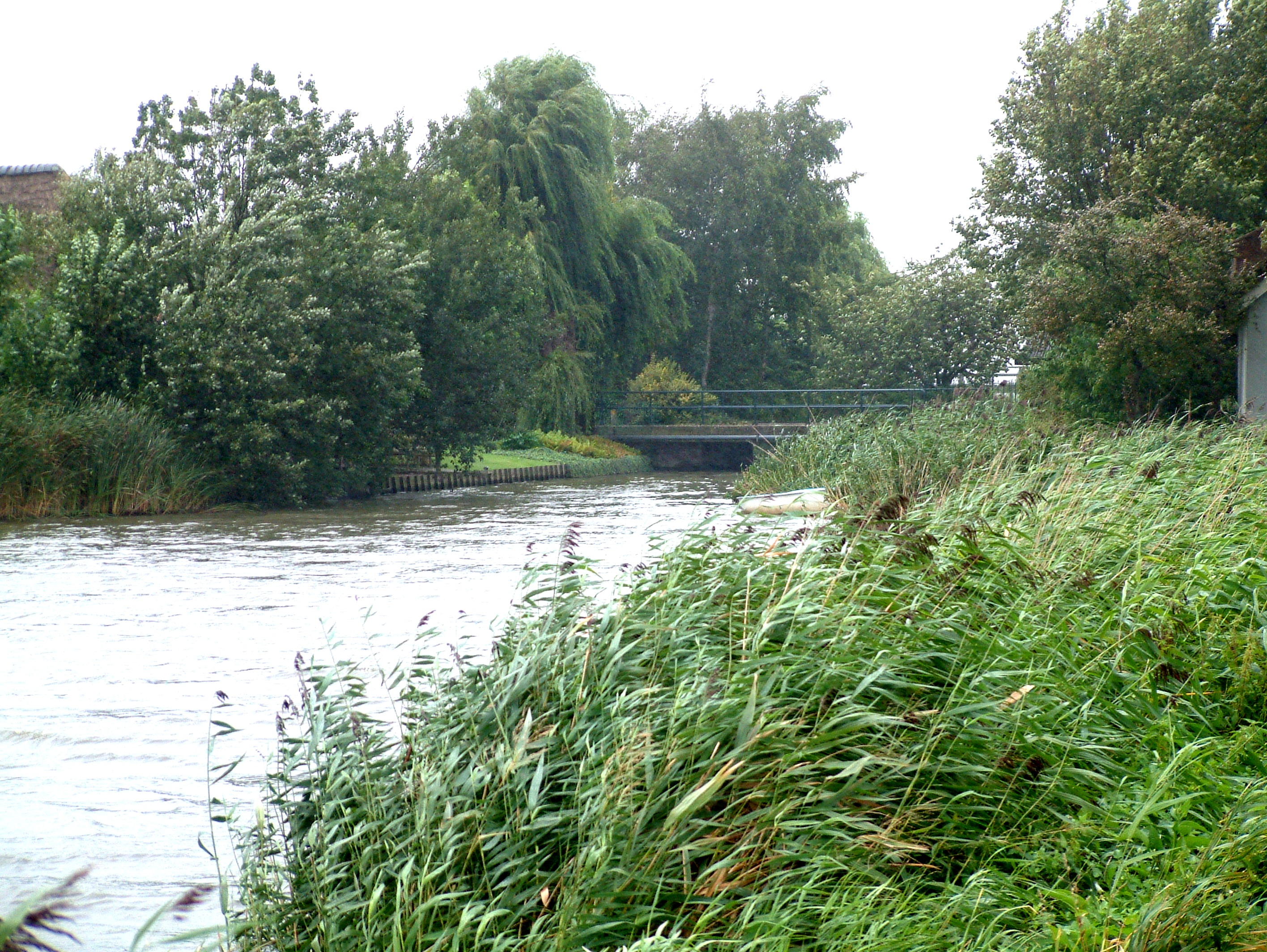
Holvoeterbrug

Le pont Hollevoeter (Hollevoeterbrug), parfois orthographié Holvoeter, est un pont fixe situé dans le lieu-dit Hollevoeterbrug. Ce pont a souvent été remplacé au cours des siècles. Vers 1650, des documents font état de réparations à effectuer sur ce pont. Le pont est rénové en 1704, 1732, 1763, 1804, 1836 et 1908. 

## Pont de vélos au nord de l'autoroute A12

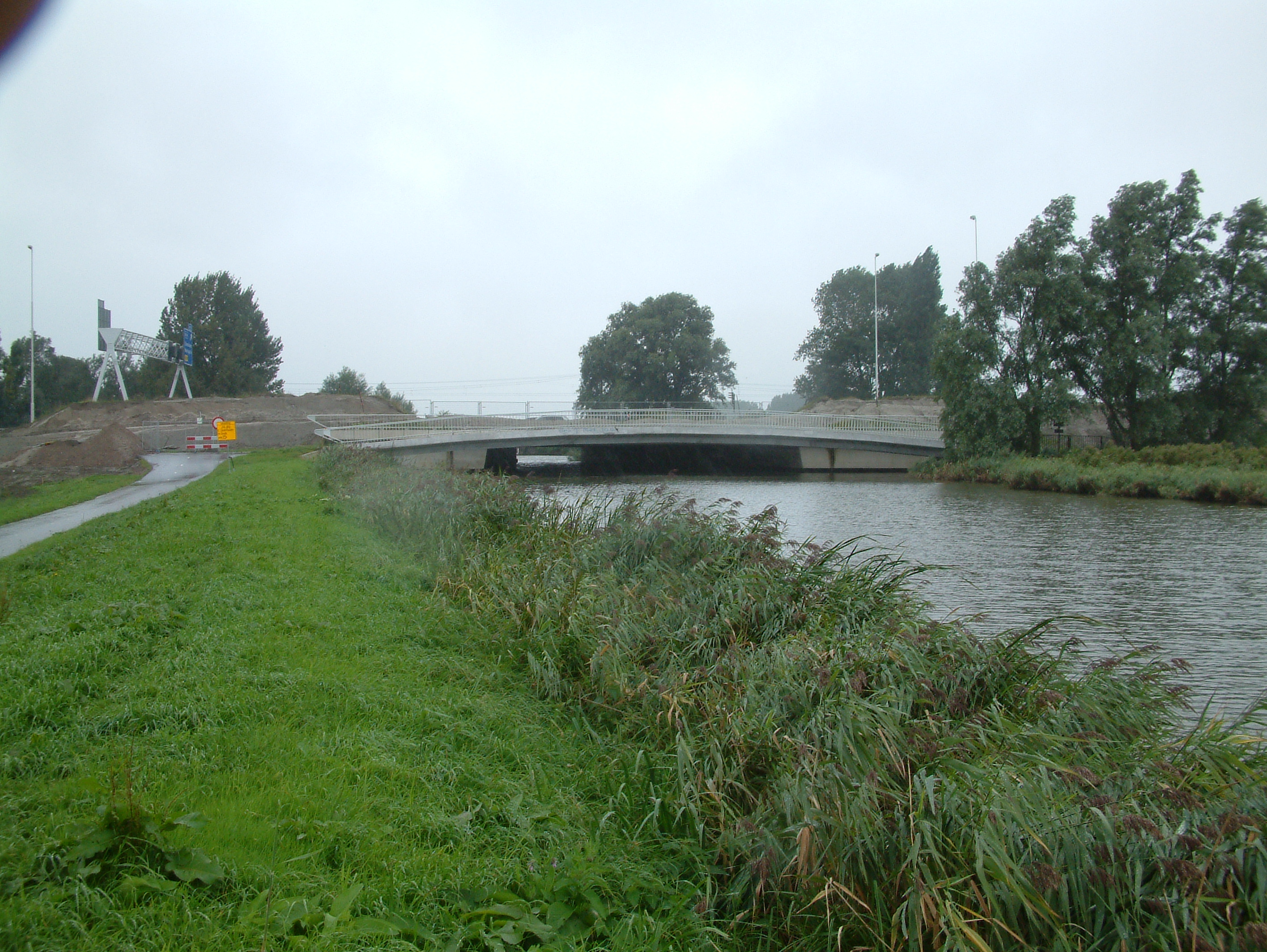
Pont pour vélos.

En 2008, avec l'élargissement de l'autoroute A12 est construit au nord de celle-ci un nouveau pont en béton pour le passage des piétons et vélos. 

## Pont routier de l'autoroute A12

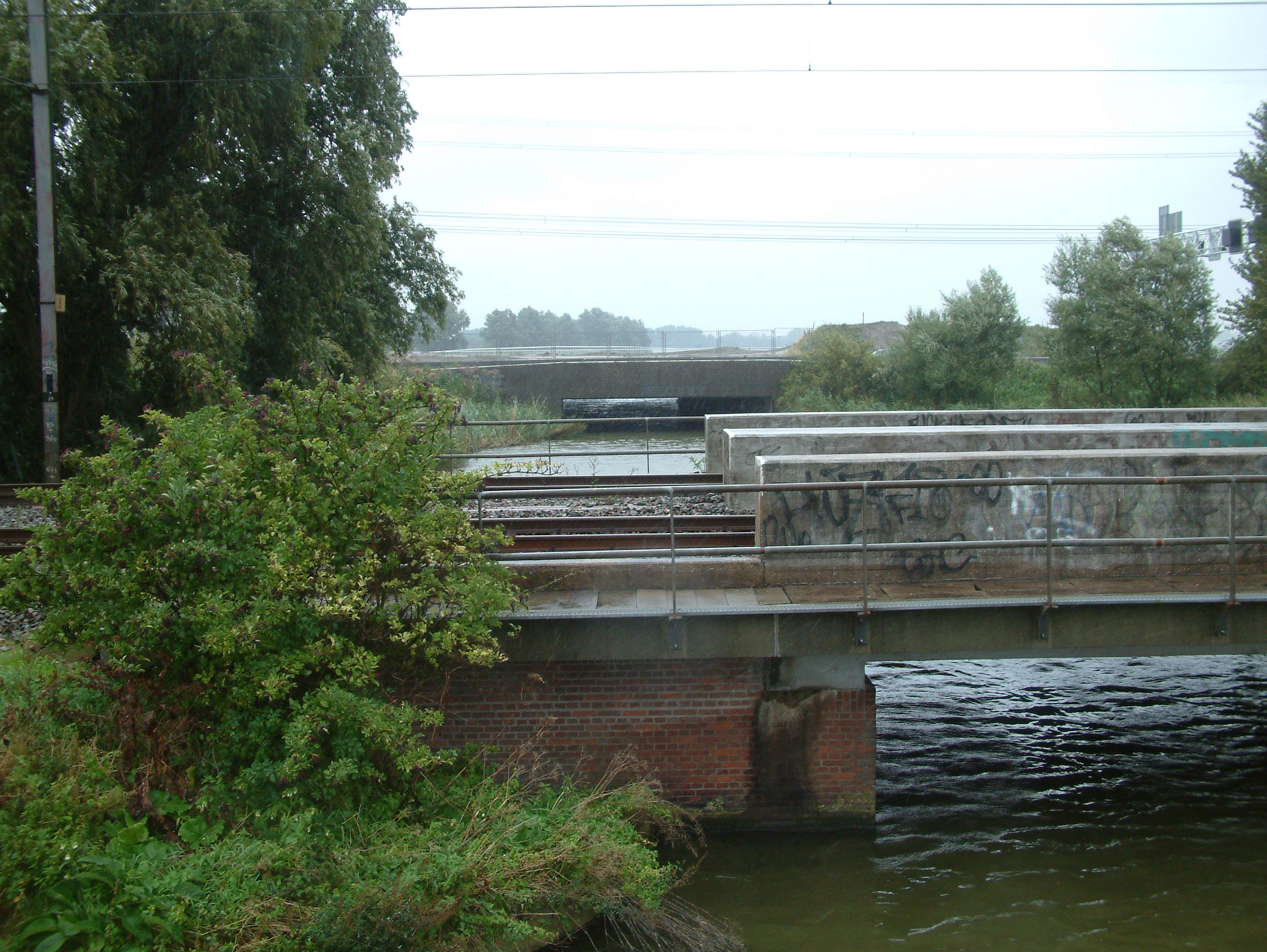
Pont sur l'A12.

Le pont de l'autoroute 12 est très large. L'office des eaux de Schieland a donné en 1933 à l'État des Pays-Bas le permis de construction d'un pont permanent, juste au nord de la ligne de chemin de fer La Haye-Gouda (communes de Zevenhuizen et Bleiswijk). 

## Pont ferroviaire à côté de l'A12

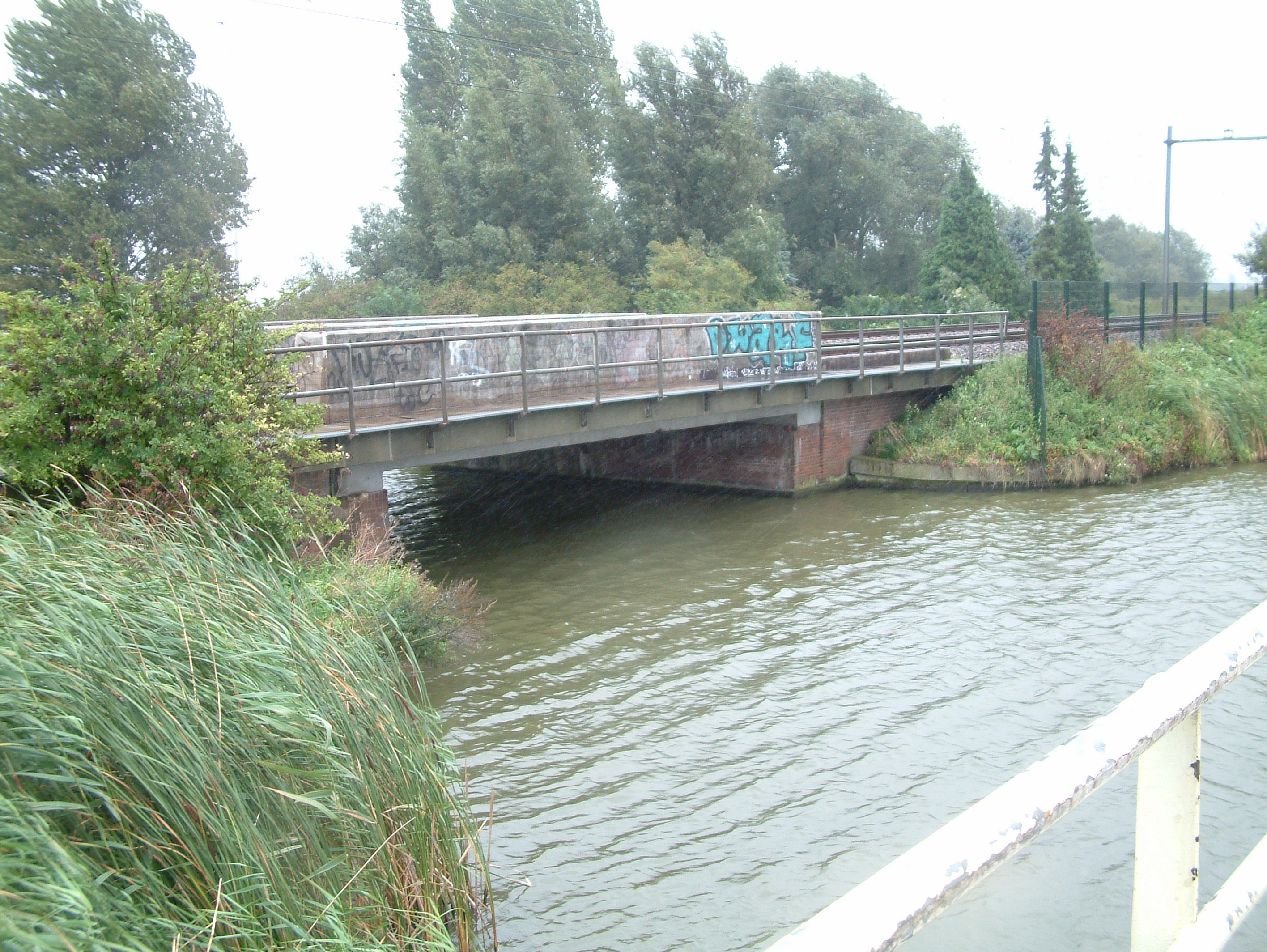
Pont de chemin de fer

Le pont de chemin de fer est un pont fixe. Le premier permis de construire a été accordé en 1868 par l'office des eaux de Schieland à une société d'Utrecht, pour la fabrication d'un pont fixe sur la rivière près du pont Holvoeter sur la voie de chemin de fer reliant Gouda à La Haye. Le pont est rénové entièrement vers 1946 renouvelé par la société néerlandaise de chemins de fer d'Utrecht. 

## Pont pour vélos au sud du pont ferroviaire proche de l'A12

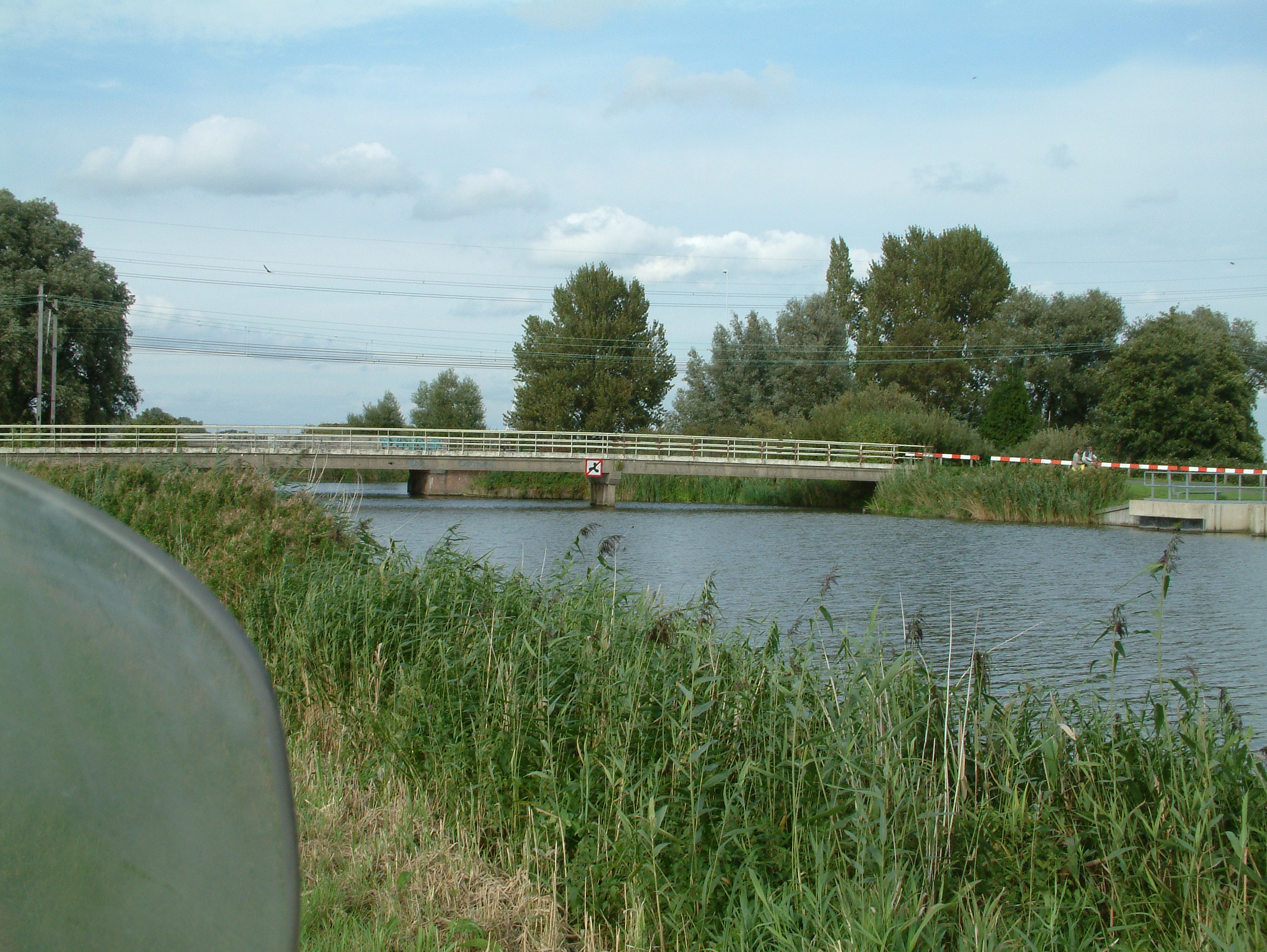
Pont

C'est aussi un pont fixe. Au nord de celui-ci, les bateaux à moteur ne sont plus autorisés. 

## Pont Pekhuis (Pekhuisbrug)

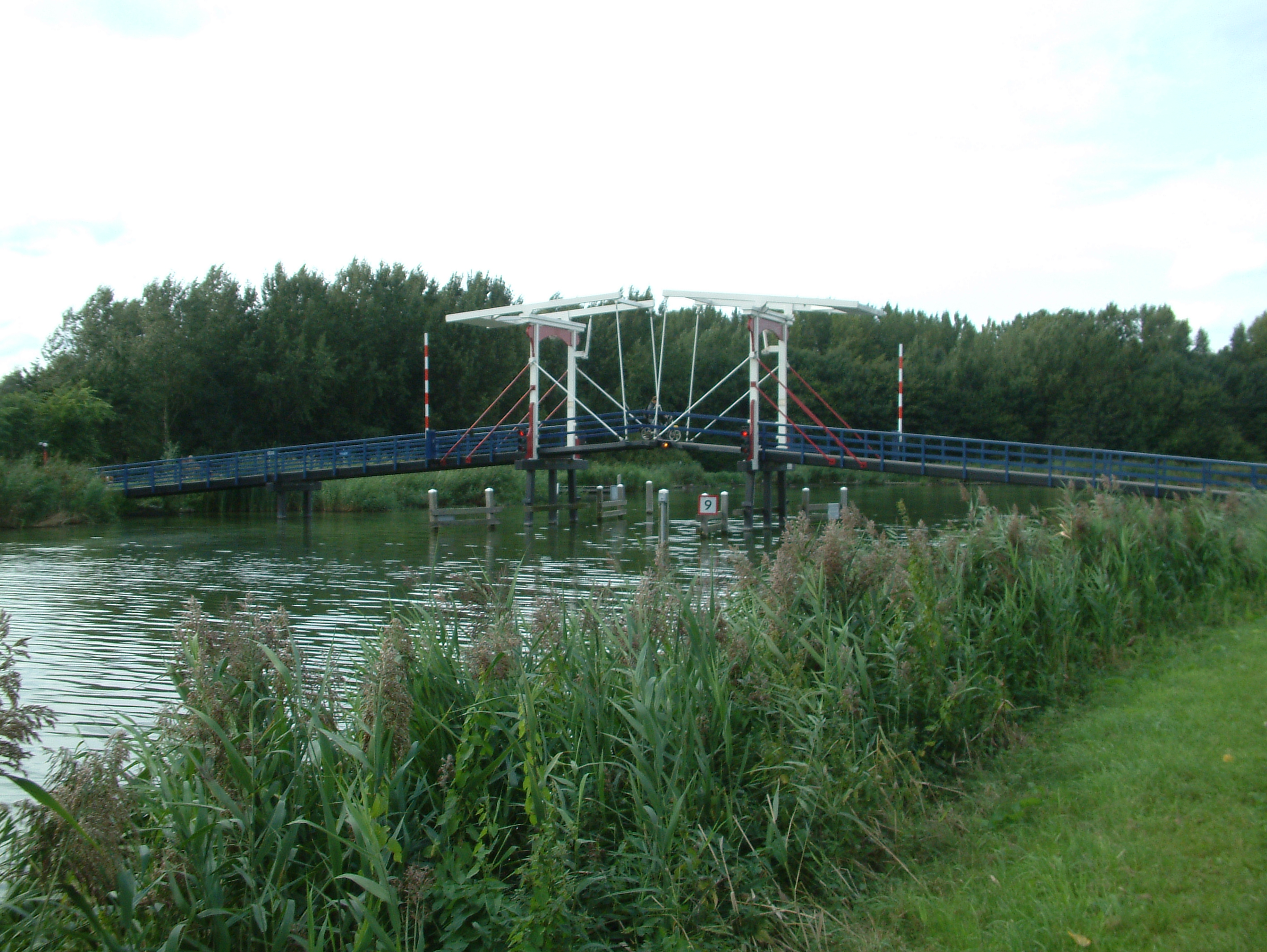
Pekhuisbrug

Le Pekhuisbrug relie les municipalités de Lansingerland et Zuidplas. Il est construit à partir de deux ponts fixes au milieu desquels se trouve un pont basculant traditionnel à double levis. Sa largeur est de 7,60 m et la hauteur libre ou tirant d'air en position fermée est de +3,09 m (KP). Le fonctionnement est activé automatiquement par la détection de circulation sur l'eau. Lorsqu'une embarcation approche du pont, les feux de circulation pour les transports terrestres passent au rouge ; la voie est fermée. Le pont s'ouvre et lorsque l'embarcation a passé le pont, le transport terrestre est ouvert à nouveau. Les travées sont construites en deux parties. Chaque travée mesure environ 24 m, sur une largeur d'environ 3 m. 

## Rottebanbrug

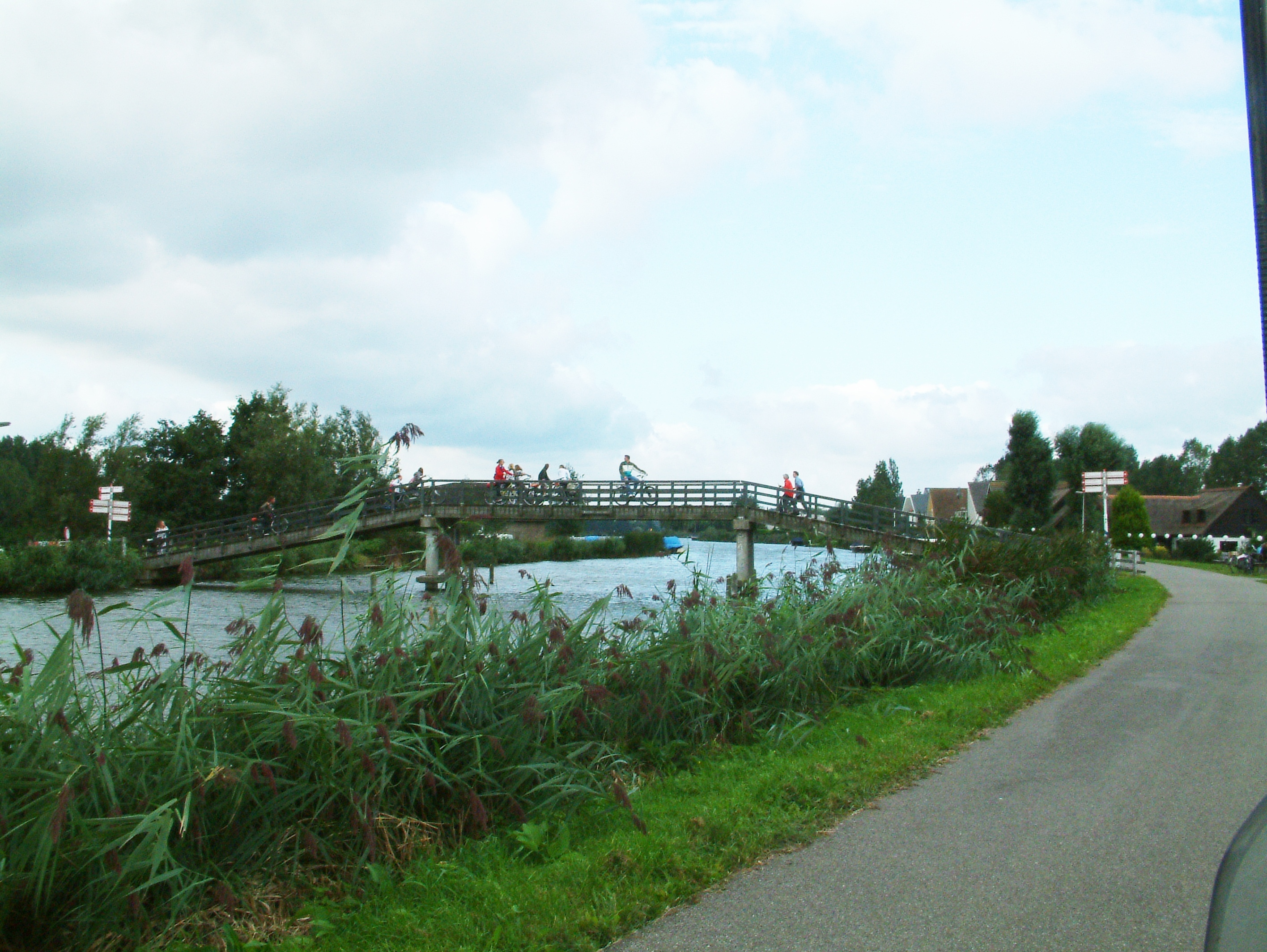
Rottebanbrug

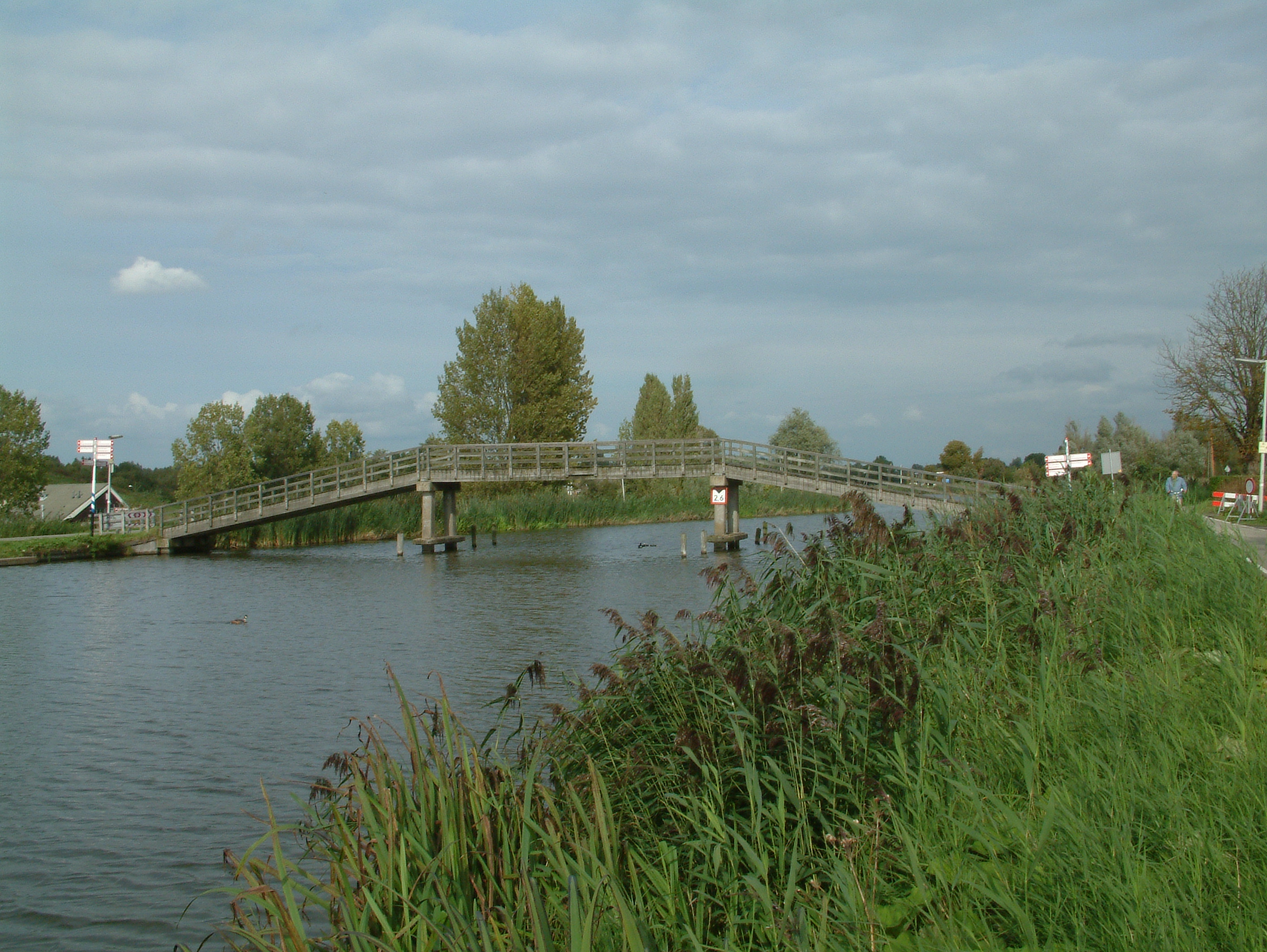
Rottebanbrug

Le Rottebanbrug est un pont de bois dans la zone de loisirs autour de la Rottemeren, qui relie les Hoog Bergsebos, le Nessebos et la Ommoordseveld ensemble. Sa largeur est de 5,89 m et le tirant d'air libre de 2,60 m (KP). Des plans de construction d'une ligne d'autobus proposent sa suppression et son remplacement.  

## Varenbrug

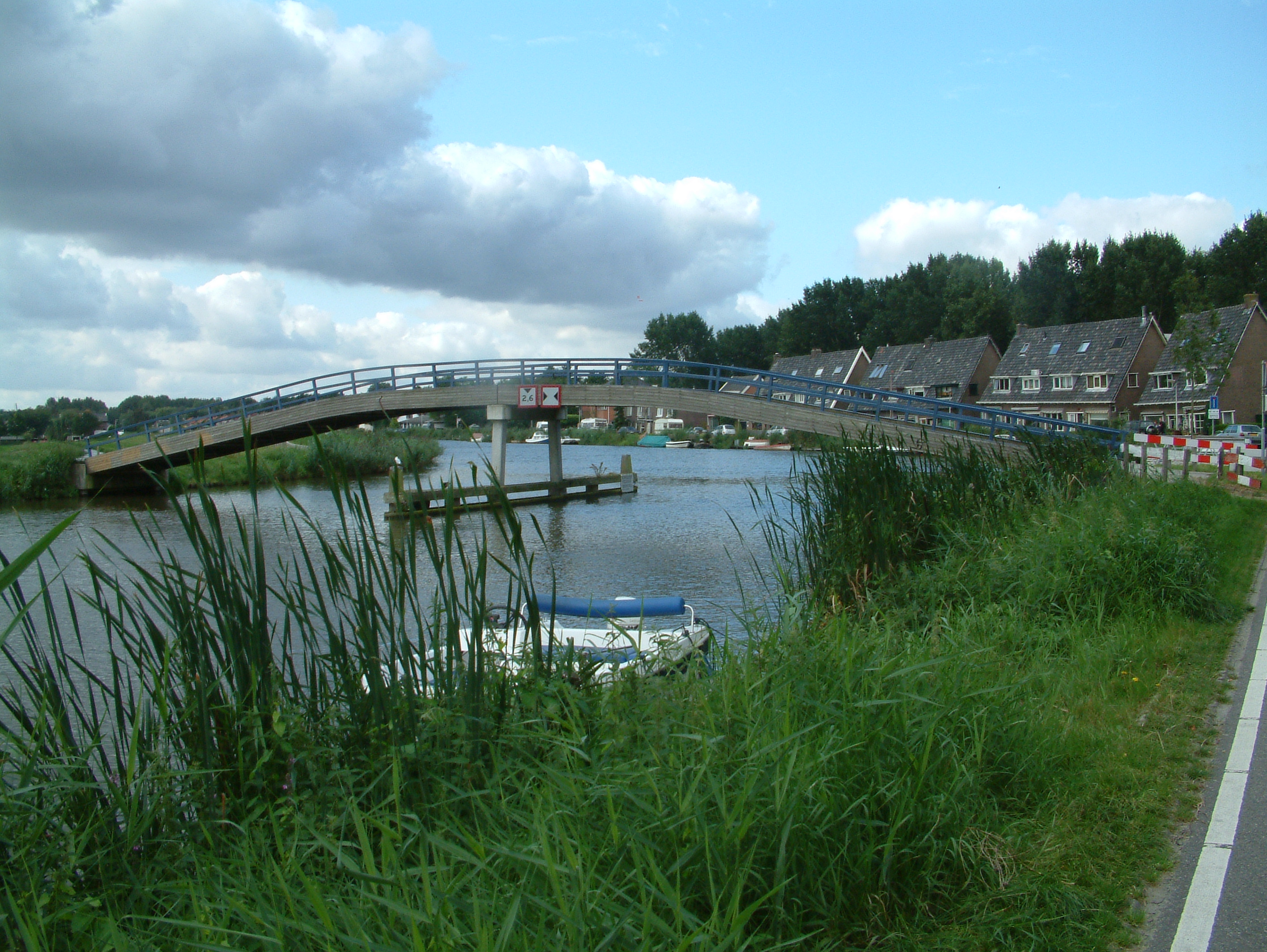
Varenbrug

Ce pont est un pont de bois, aux poutres de 15,60 m, avec un tirant d'air de 2,60 m (KP). 

## Pont Princesse Irène

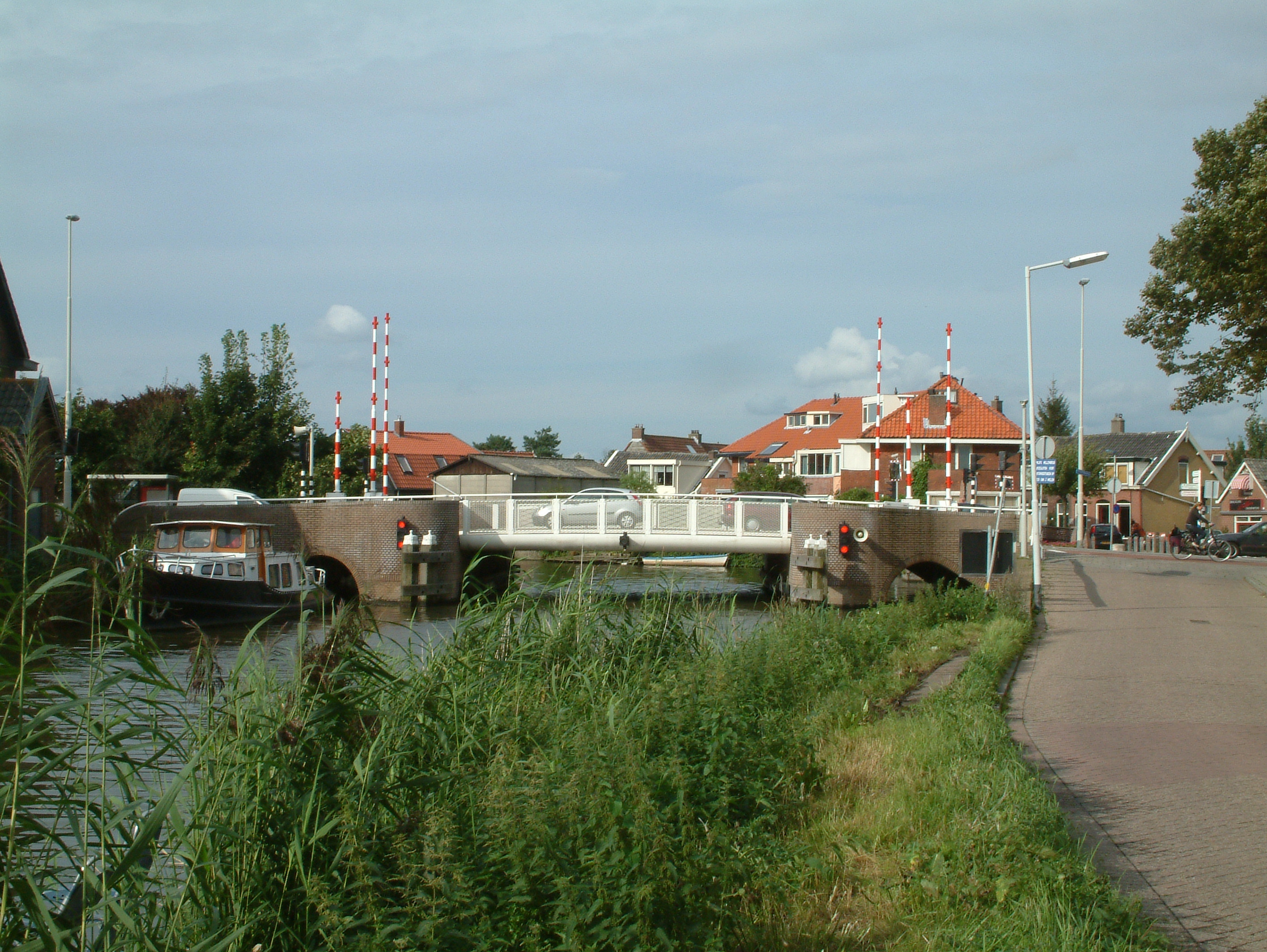
La Princesse Irène Pont

La pont Princesse Irène est un pont levant de type "tafelbrug" dans Terbregge. Sa hauteur est de 1,30 m (KP) en position fermée, 2,90 m (KP) en position levée, et sa largeur est de 5,70 m.  
Le pont est fixe jusqu'à la mi-17e siècle. Il est ensuite remplacé par un pont-levis, puis par le pont actuel dans les années 2000. 

## Prins Willembrug

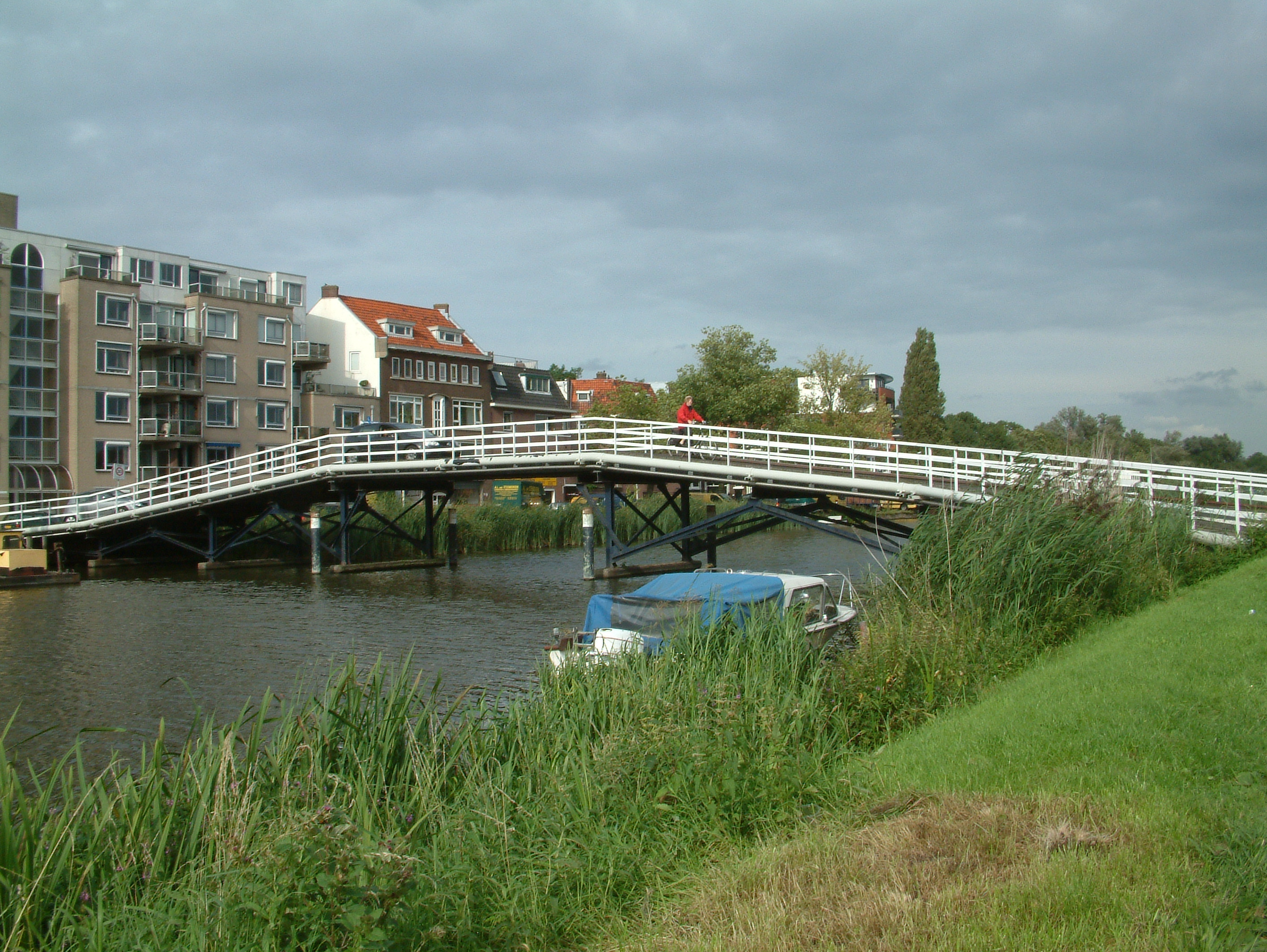
Prince Willembrug

Le pont Prince Guillaume (Prins Willembrug) est un pont fixe, d'un longueur de 9,44 m, et d'une hauteur (ou tirant d'air) de 2,82 m (PK).
En 2009, le pont est limité et une limitation de hauteur sera limitée au fret. Une étude menée en 2008 a révélé que la construction du pont a été plus rapide que prévu. Les services de construction de Rotterdam décident par conséquent, en janvier 2009, de fermer le pont à la circulation automobile (les piétons et vélos peuvent encore le traverser). En 2011, le pont est complètement reconstruit. 

## Pont de chemin de fer de la brocade (Ceintuurbaan)

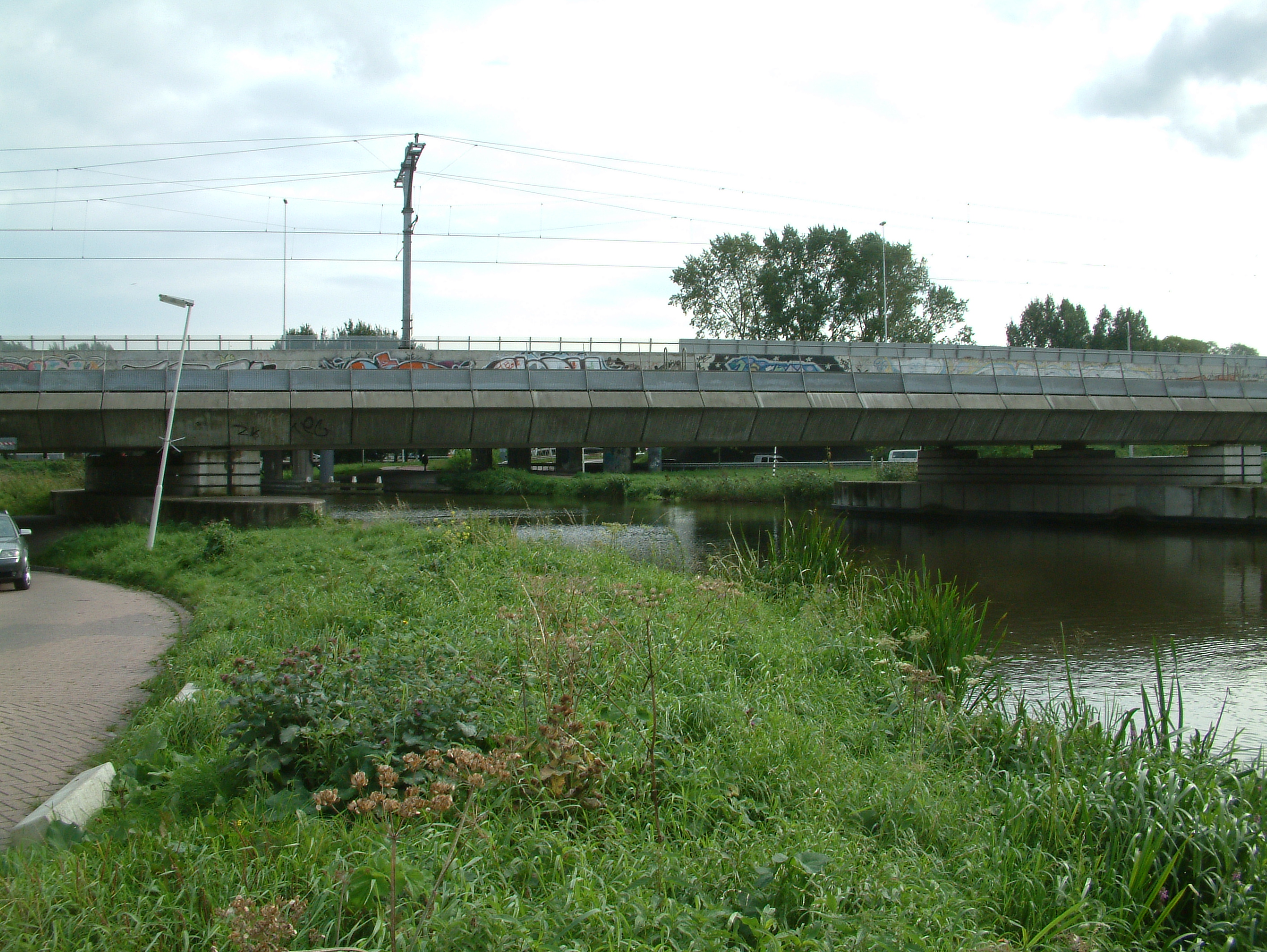
Pont de chemin de fer

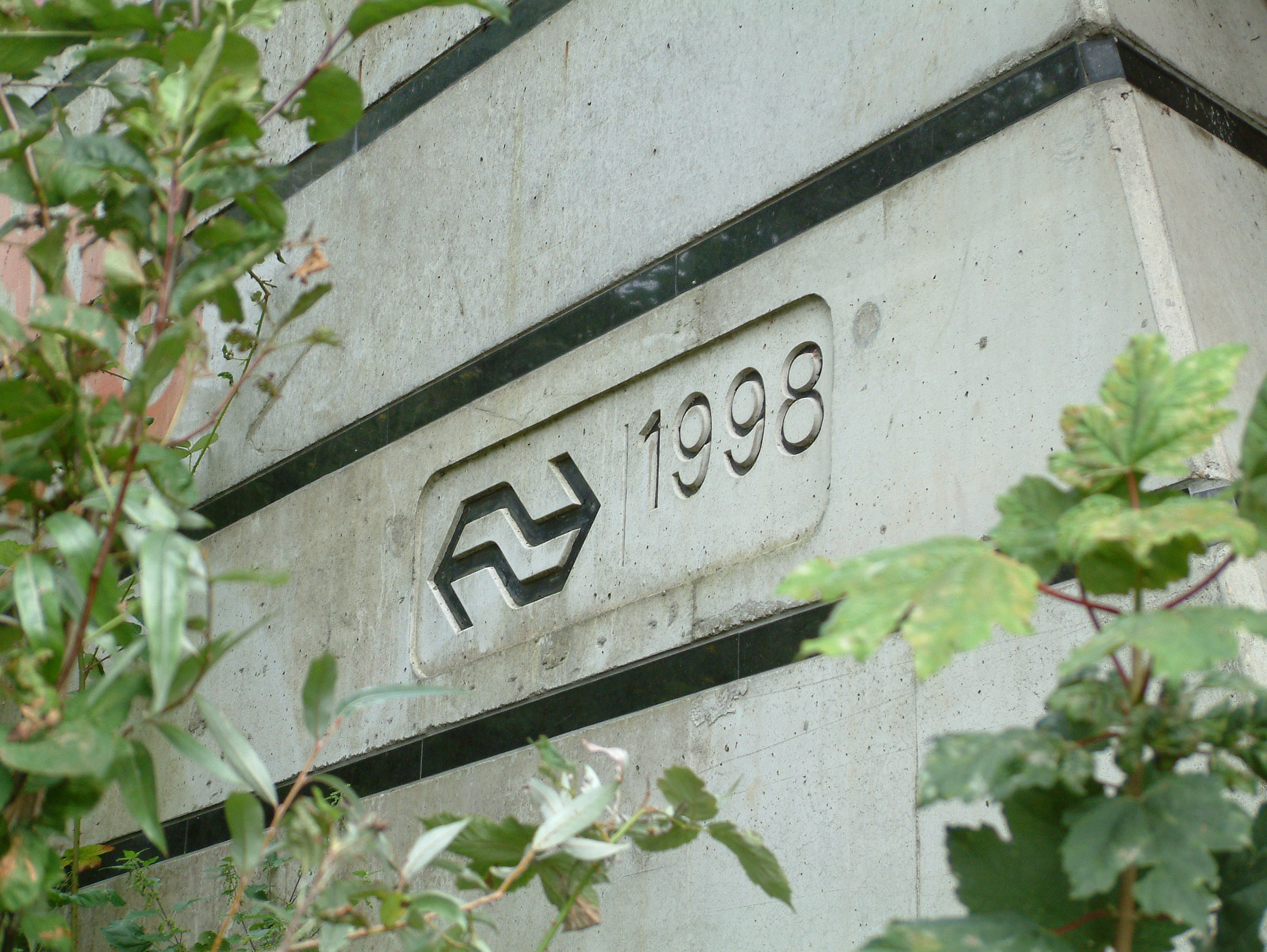
Détail du logo de la société nationale de chemins de fer néerlandais, la Nederlandse Spoorwegen (NS).

Le pont de chemin de fer est un pont fixe, aux poutres de 22,90 m de longueur, avec une hauteur sous plafond (tirant d'air libre) de + 2,90 m (PK).  

## Pont de l'autoroute A20

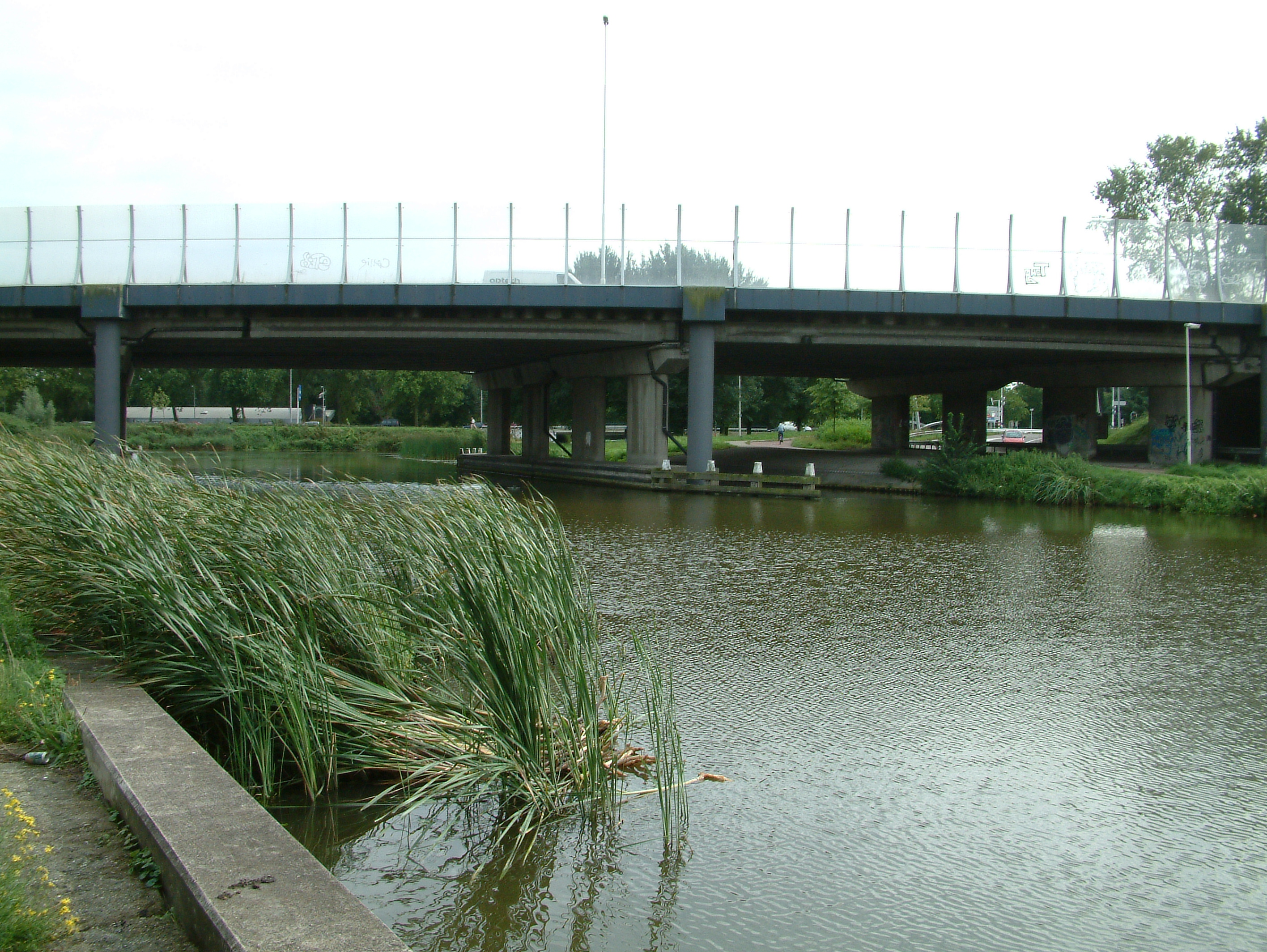
Pont de l'autoroute A20

Le pont que travers l'autoroute A20 est un pont fixe, d'une largeur de 20,80 m, et d'une hauteur (tirant d'air libre) de +6,70 m (PK). 

## Rottebrug ou pont de la Rotte

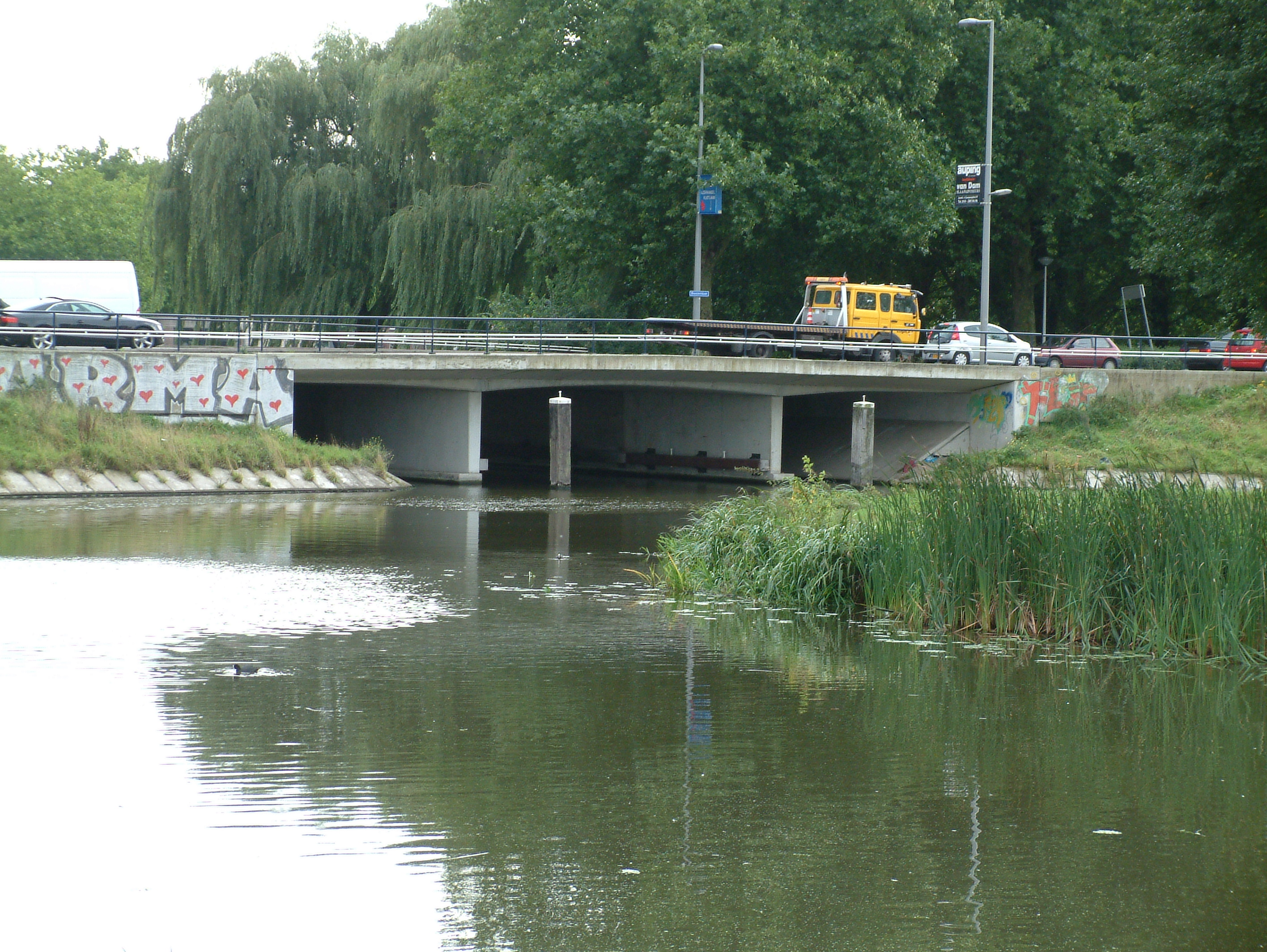
Rottebrug

Le Rottebrug est un pont fixe qui permet le passage de la large avenue routière Gordelweg. 

## Pont Zwaanshals

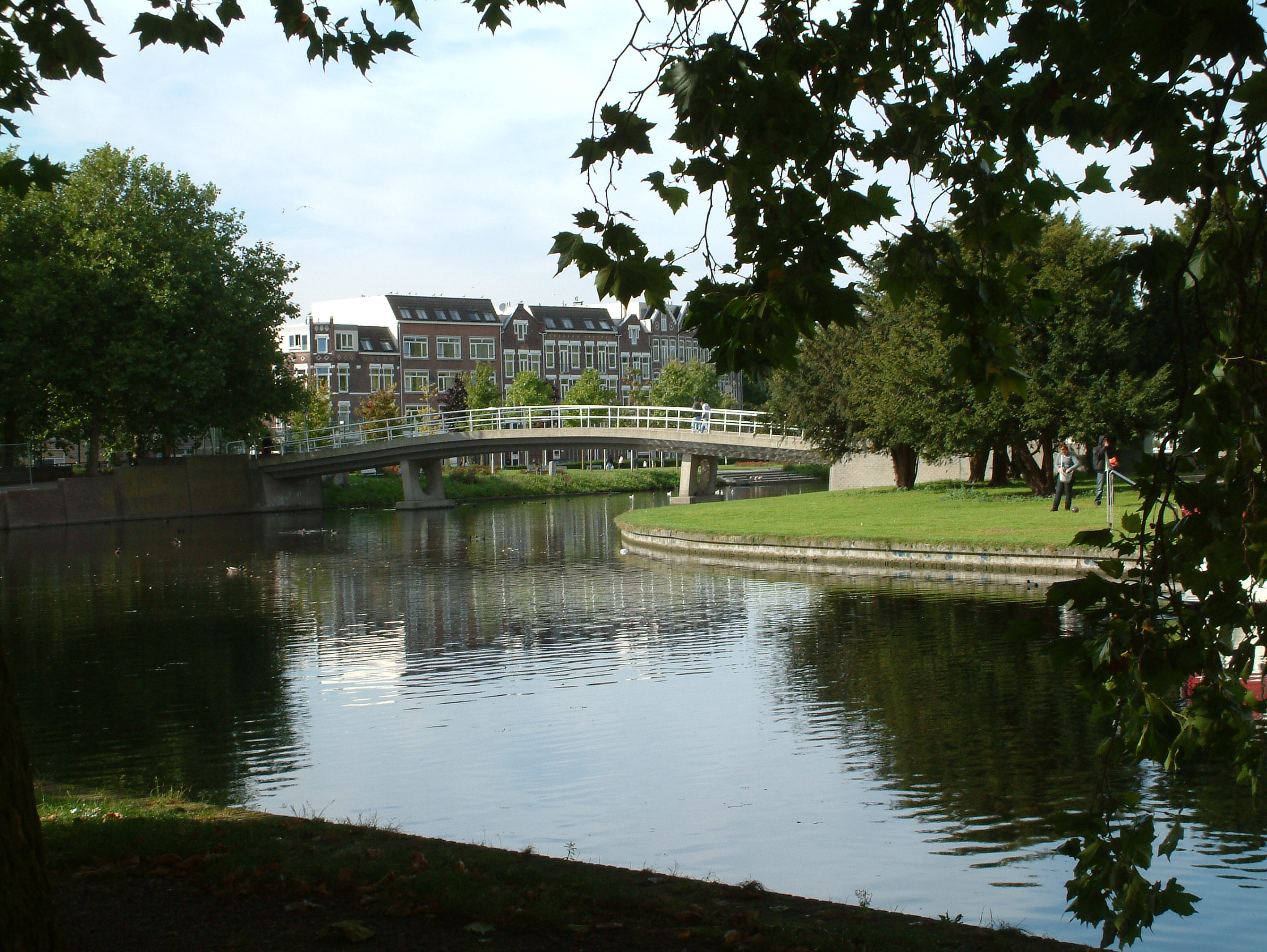
Zwaanshalsbrug

Le pont Zwaanshals est un pont fixe situé dans le district de  Zwaanshals (arrondissement Nord).

## Zaagmolenbrug

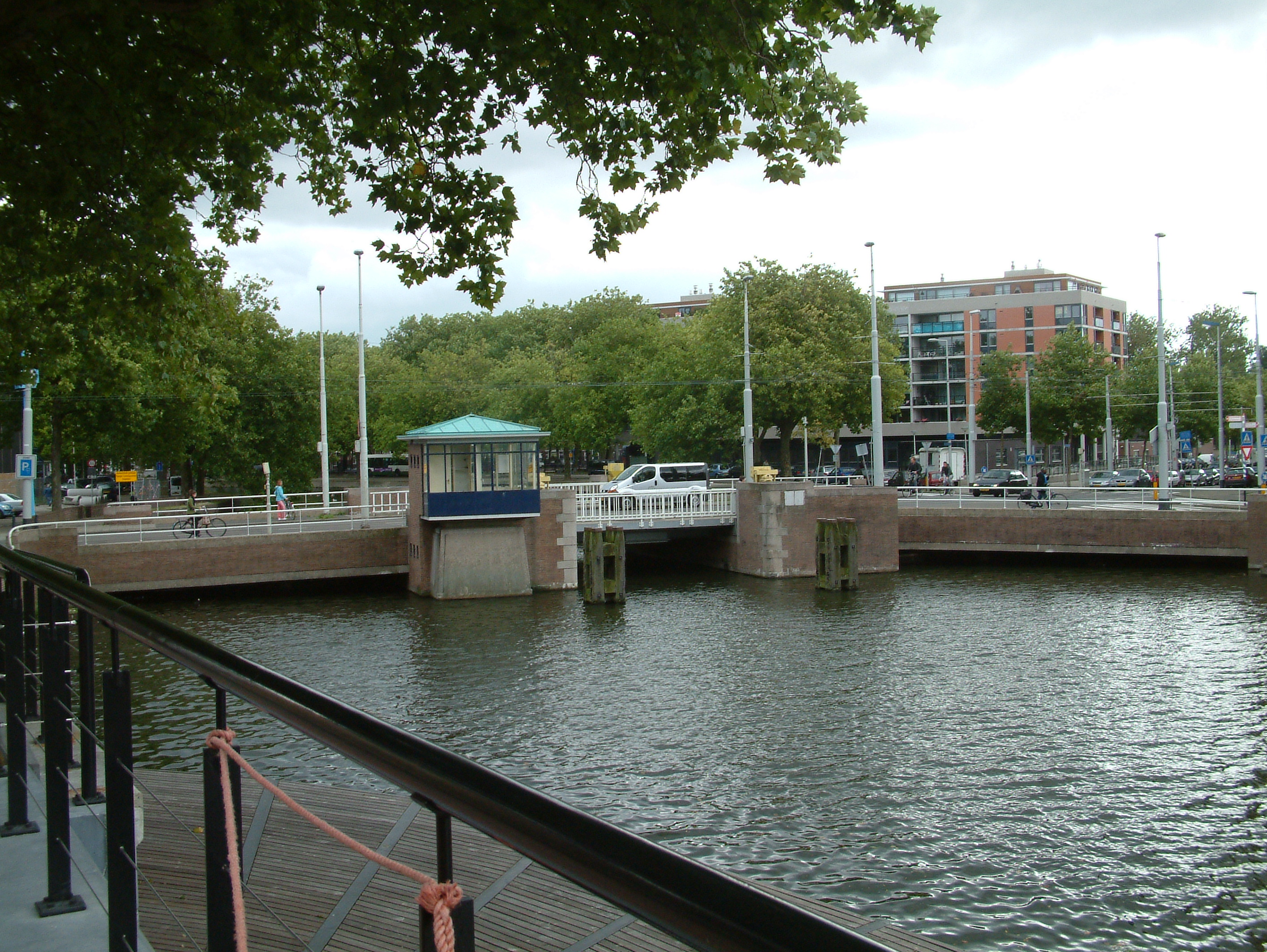
Zaagmolenbrug côté nord

Le pont Zaagmolen est un pont levant. En 1953, l'office des eaux de la région Schieland (Hoogheemraadschap Schieland) a donné son autorisation pour la réalisation de ce pont traversé par la rue Crooswijksestraat. Le pont remplaçait le pont précédent construit en 1911. 

## Noorderbrug

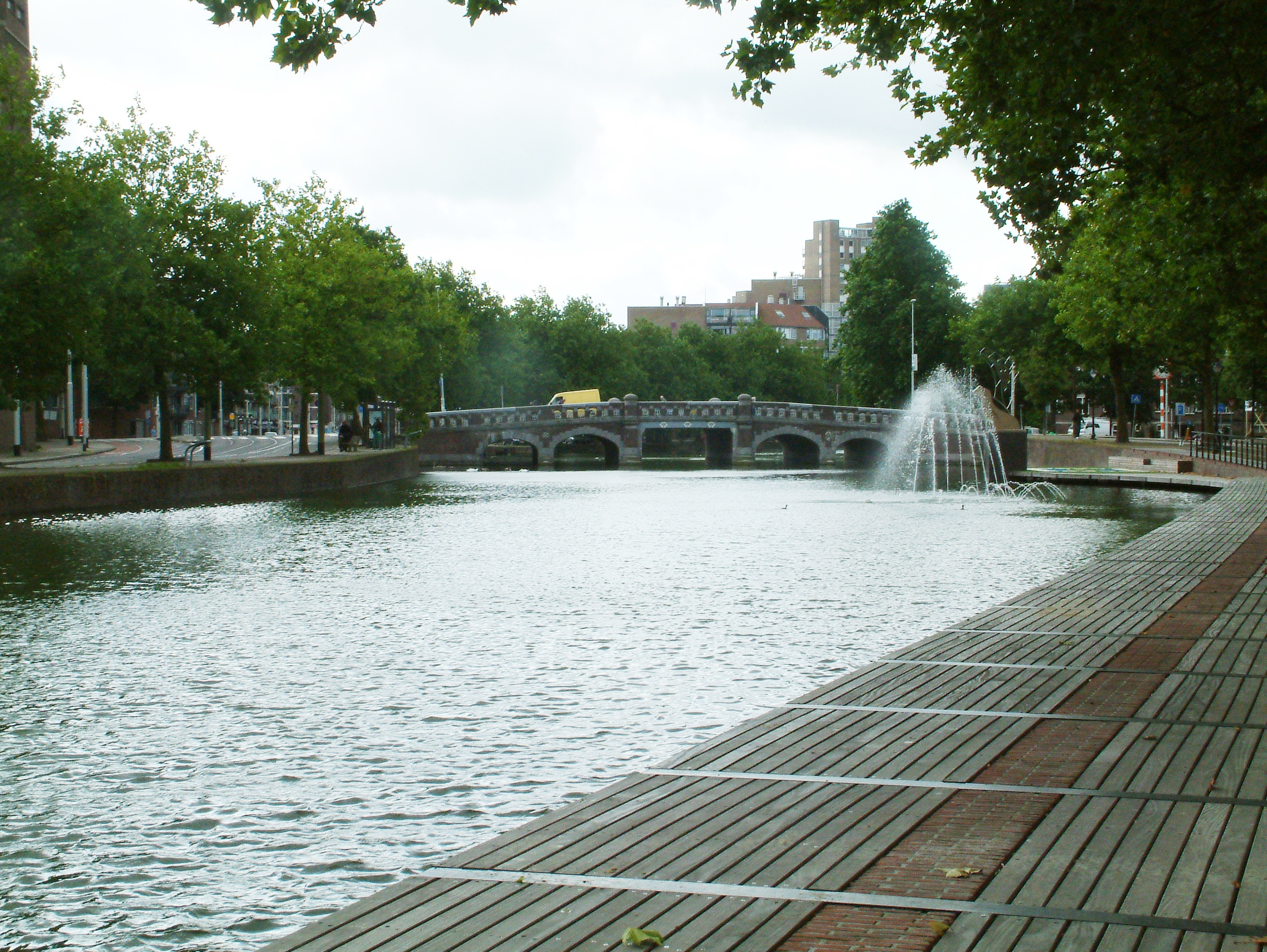
Noorderbrug côté nord

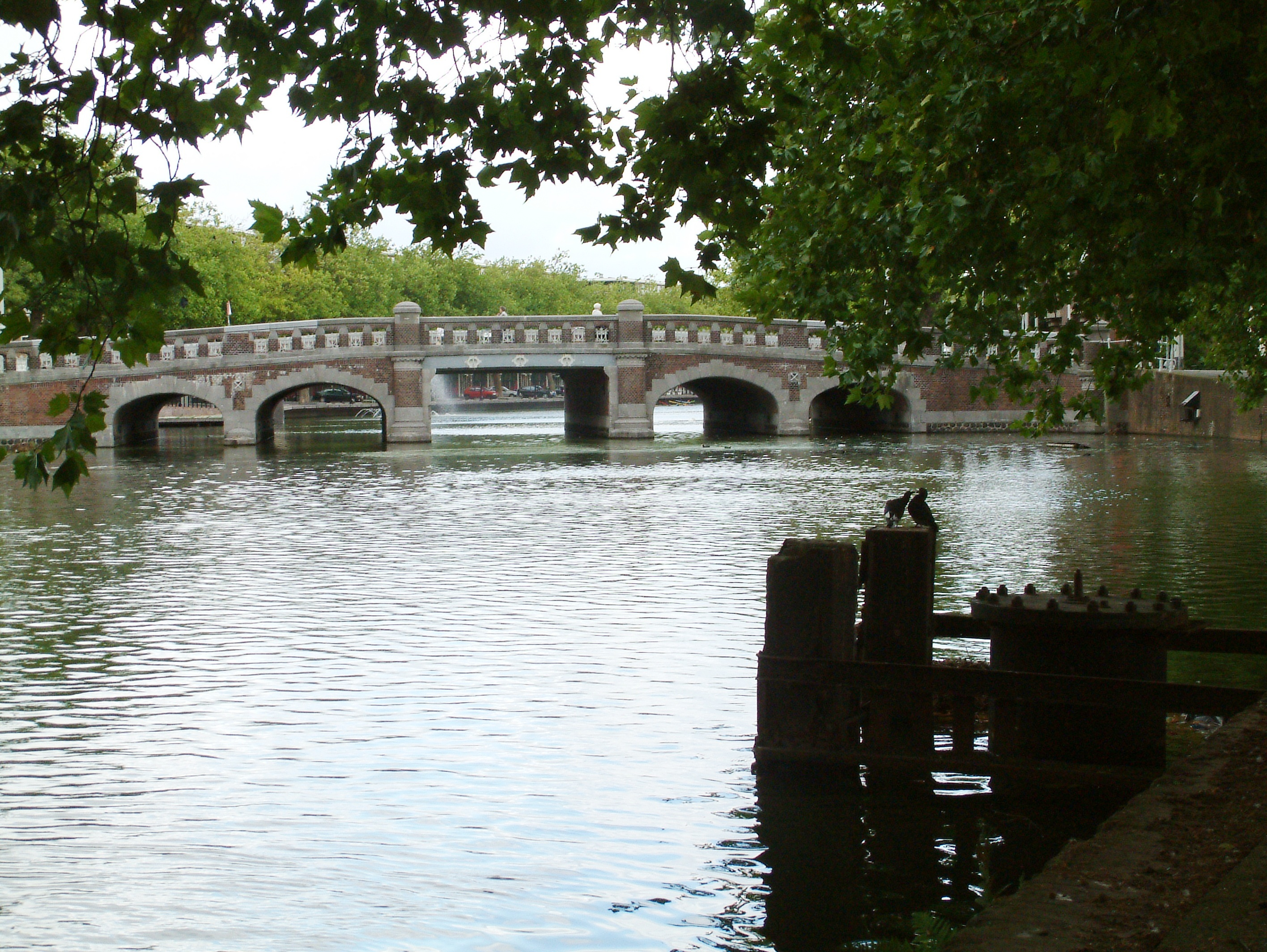
Noorderbrug côté sud

Le Noorderbrug (en français, le pont du nord) est un pont fixe situé à côté de la place Nord (Noordplein). L'office des eaux a décidé de remplacer le pont-levis de l'extrémité de la rue Jonker Fransstraat par un pont fixe en 1909-1910. 

## Amiraal de Ruyter brug

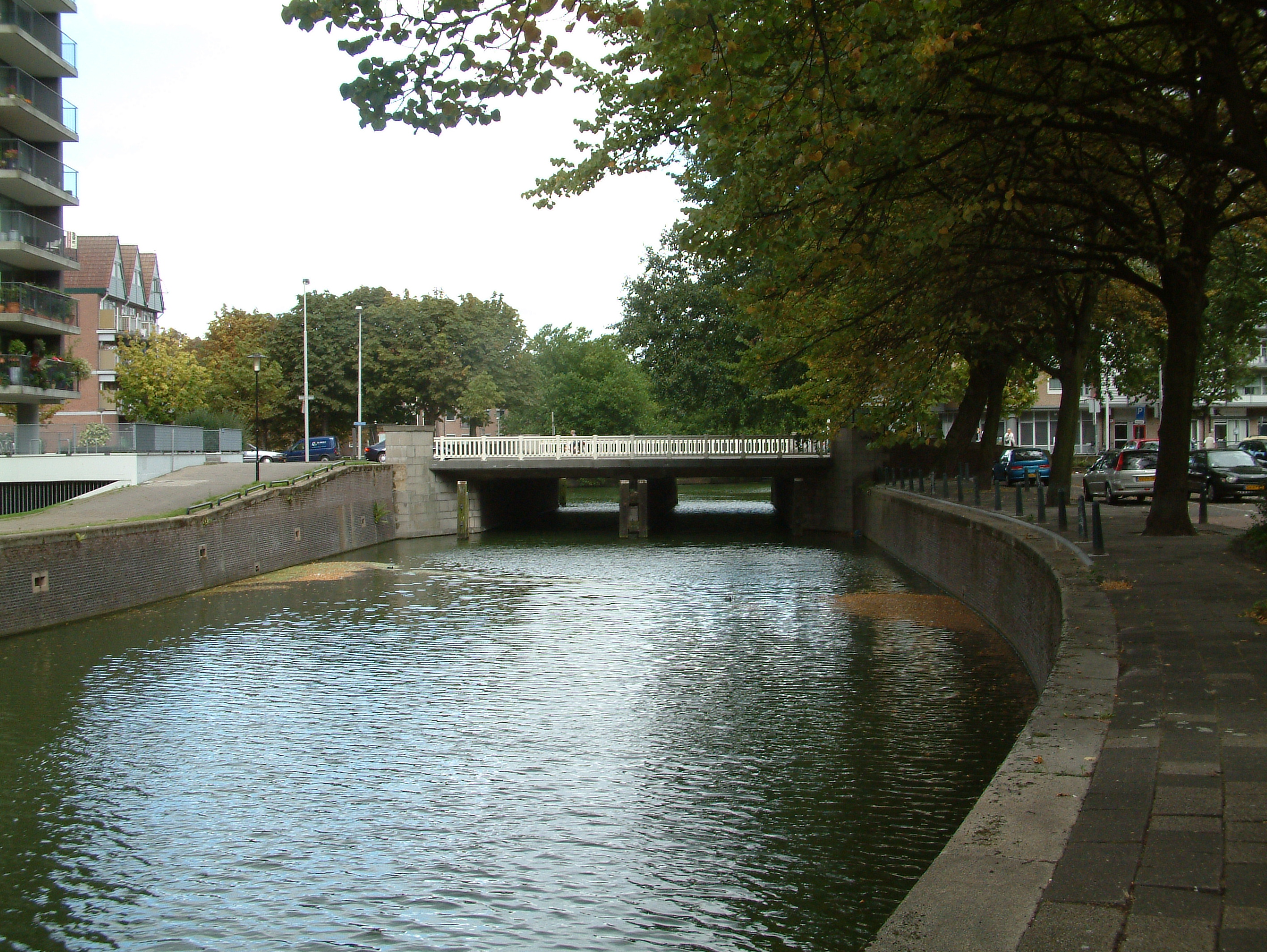
L'amiral de la Ruyterbrug côté ouest

Le pont de l'Amiral de Ruyter est un pont fixe que traverse l'avenue du même nom (Admiraal de Ruyterweg). 

## Karnemelksbrug

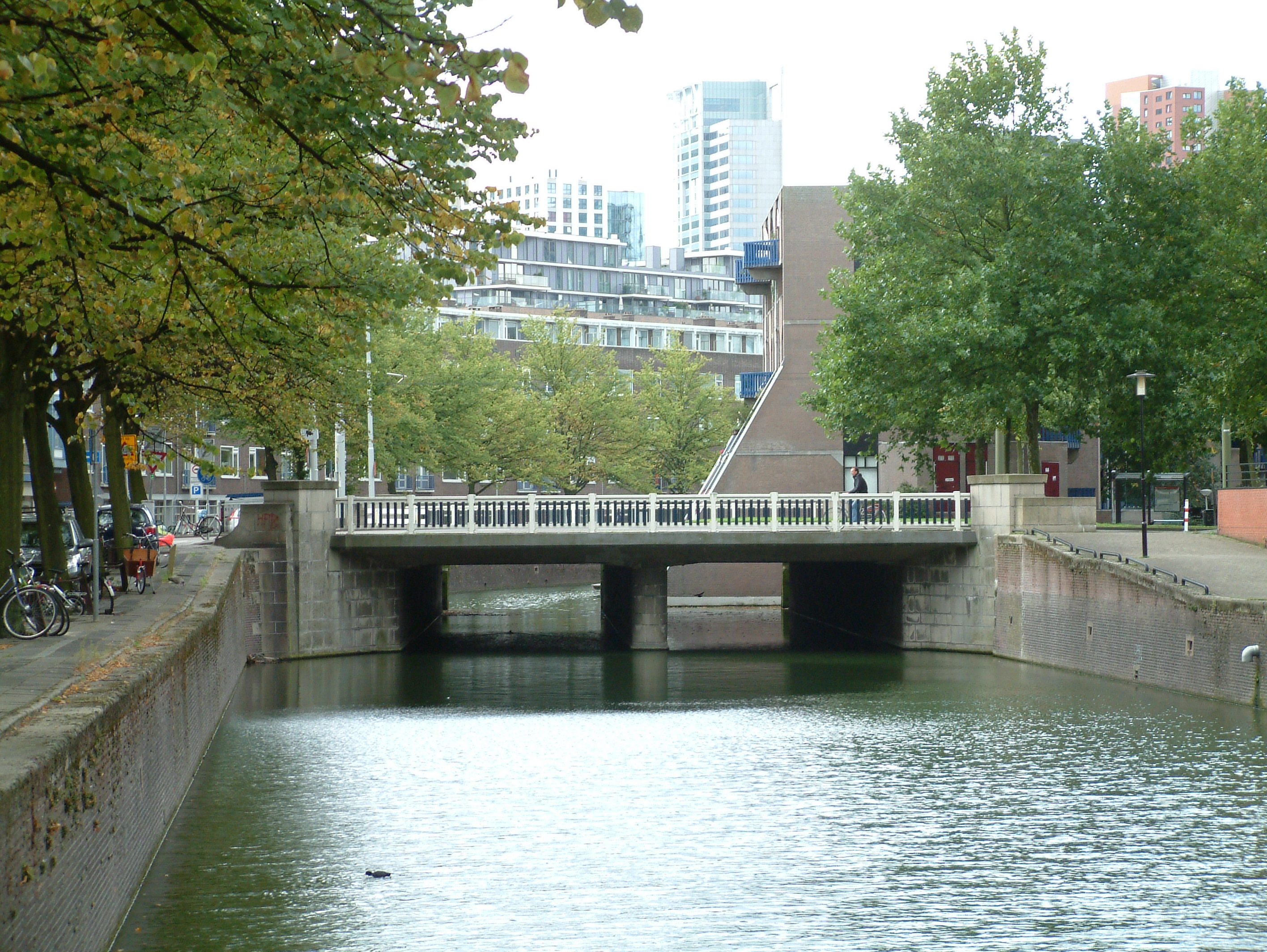
Karnemelksbrug, coté est.

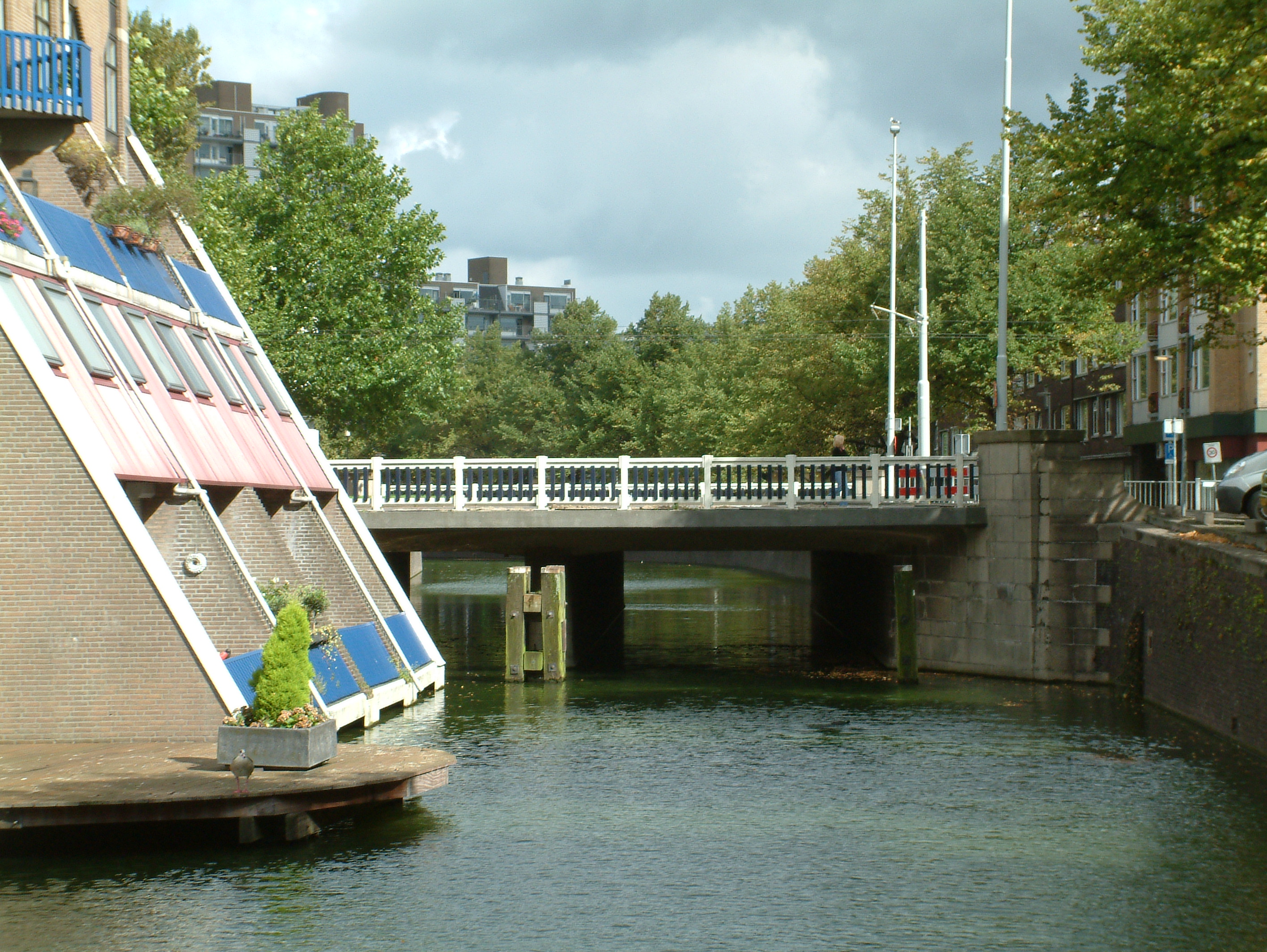
Karnemelksbrug côté ouest

Le Karnemelksbrug est un pont fixe dans le Goudsesingel. En 1914, l'office des eaux a autorisé sa construction. Il est placé face au port du même nom, le Karnemelkshaven (en français, le port du petit lait) qui porte ce nom car dans ce port étaient livrés de nombreux produits laitiers des villages alentour. 
Les ponts suivants, à l'exception du Meentbrug, ne sont plus à l'endroit où ils se trouvaient avec leurs noms d'origine. Le bombardement de Rotterdam du 14 mai 1940 a détruit la ville et la voie d'eau a été partiellement coupé et comblée. La plupart des vieux ponts ont été détruits. 

## St-Jacob brug

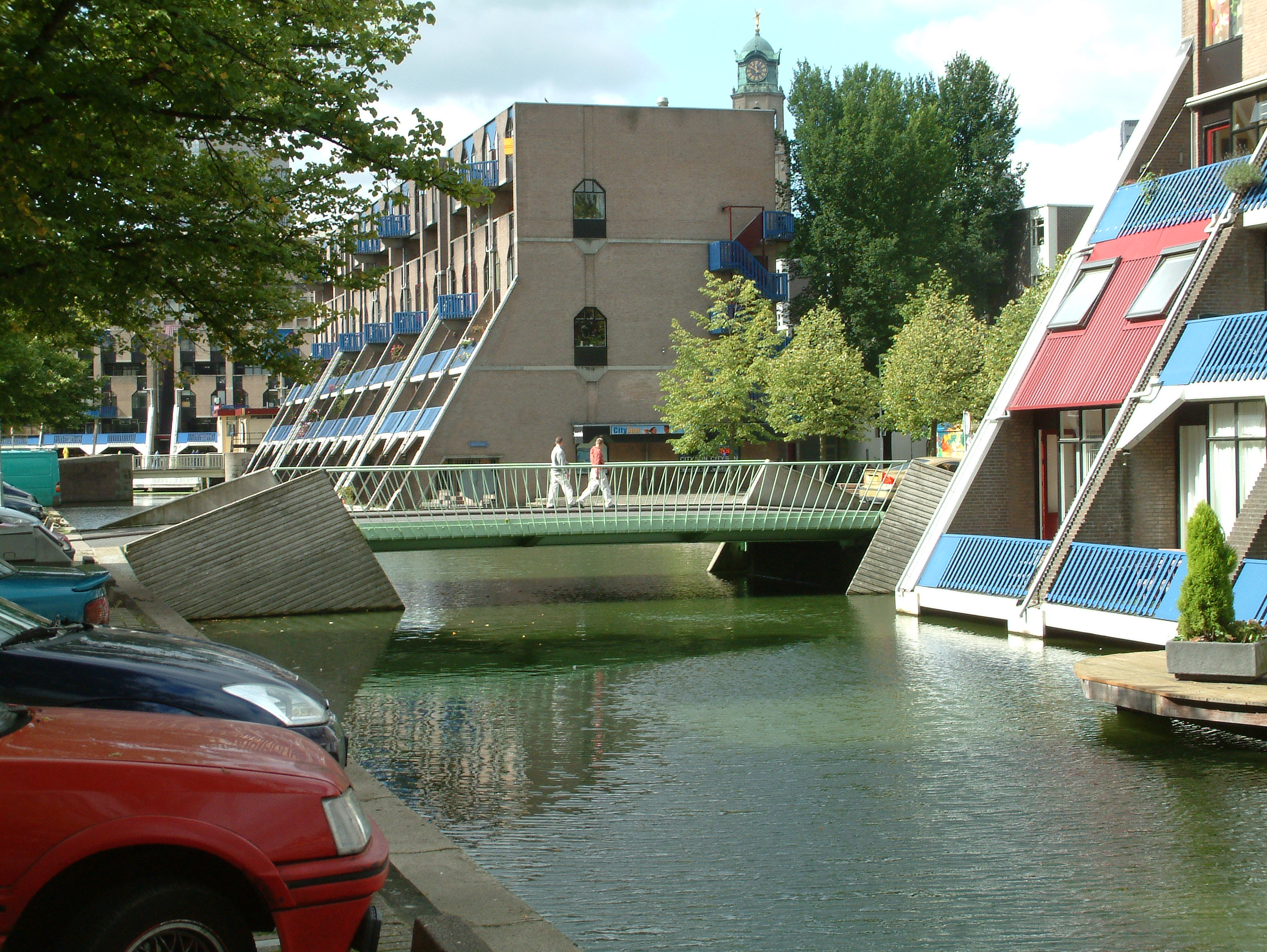
Pont St Jacob, vue est.

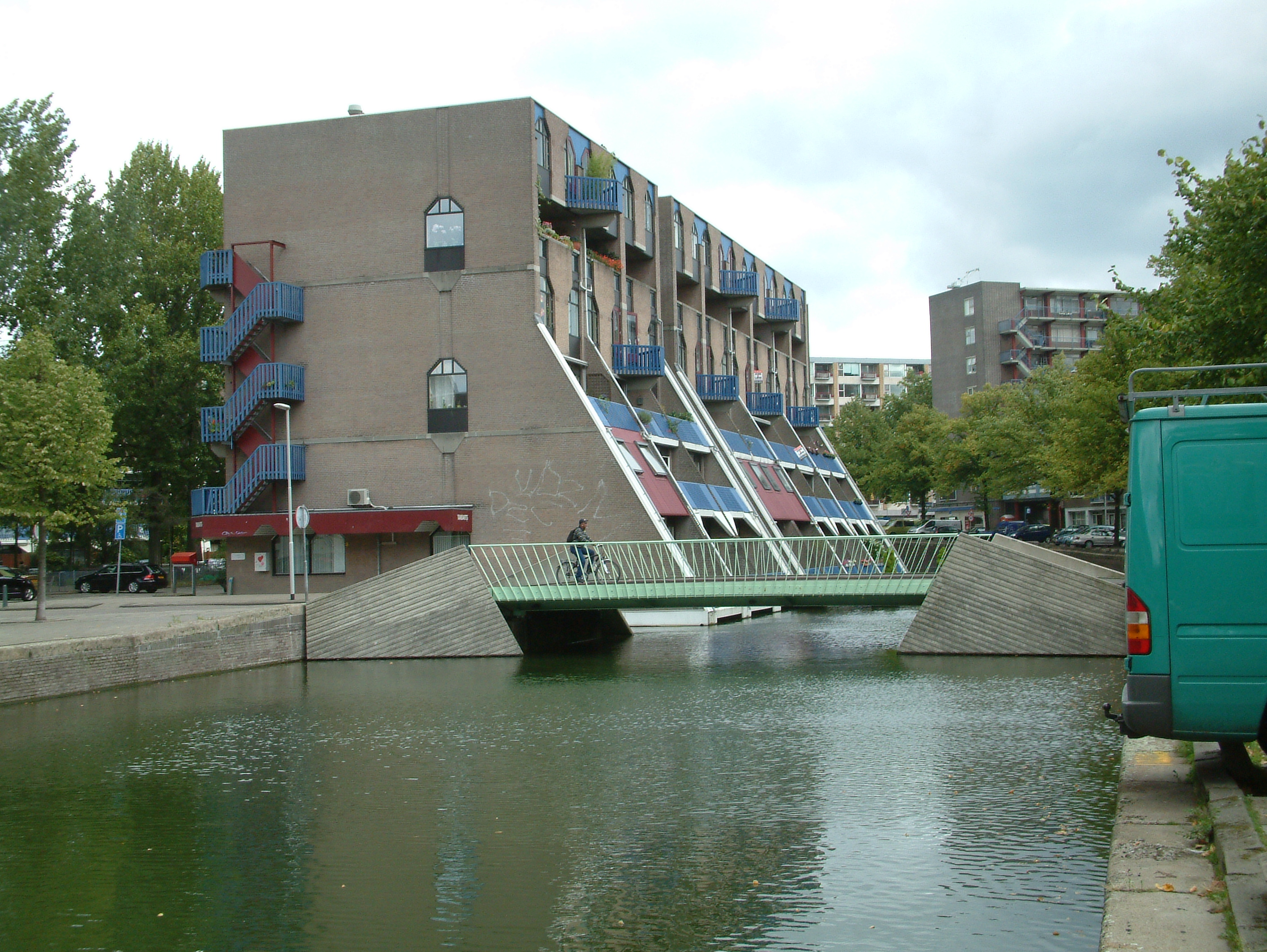
Pont St Jacob, vue ouest.

Le St-Jacob brug (en français, le pont St Jacob) est un pont fixe qui porte le nom d'une chapelle du même nom à proximité. En 2009, au sud-ouest du pont St Jacob, un ponton temporaire enjambant la Rotte a été réalisé pour fournir plus d'espace pour le marché central lors de la construction du Markthal. Il doit être retiré lorsque les travaux du Markhal seront achevés. 

## Stokvisbrug

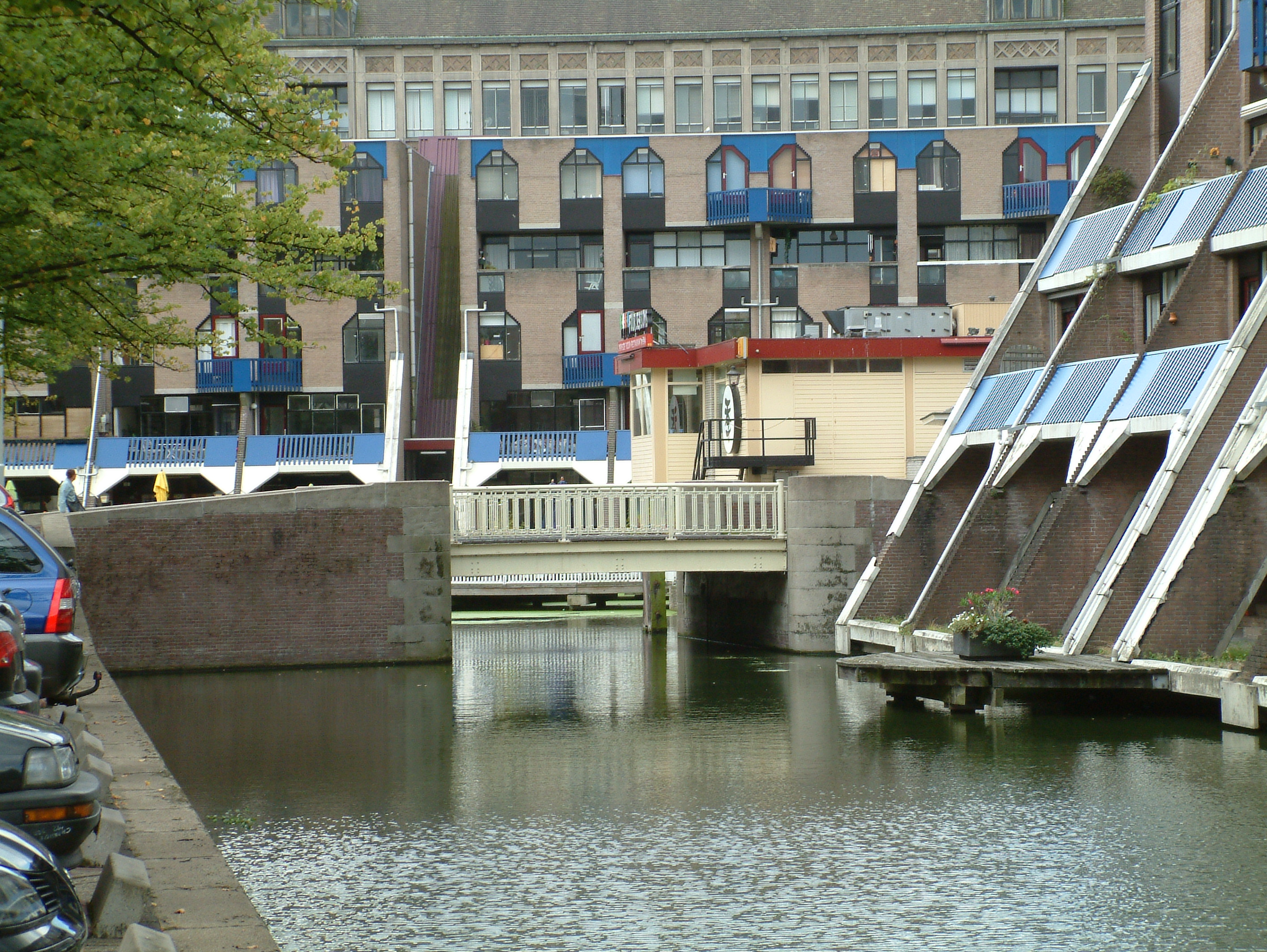
Stokvisbrug oostzijde

Le Stokvisbrug est un pont fixe. Auparavant, le pont était un pont à bascule du Stokvisverlaat. 

## Meentbrug

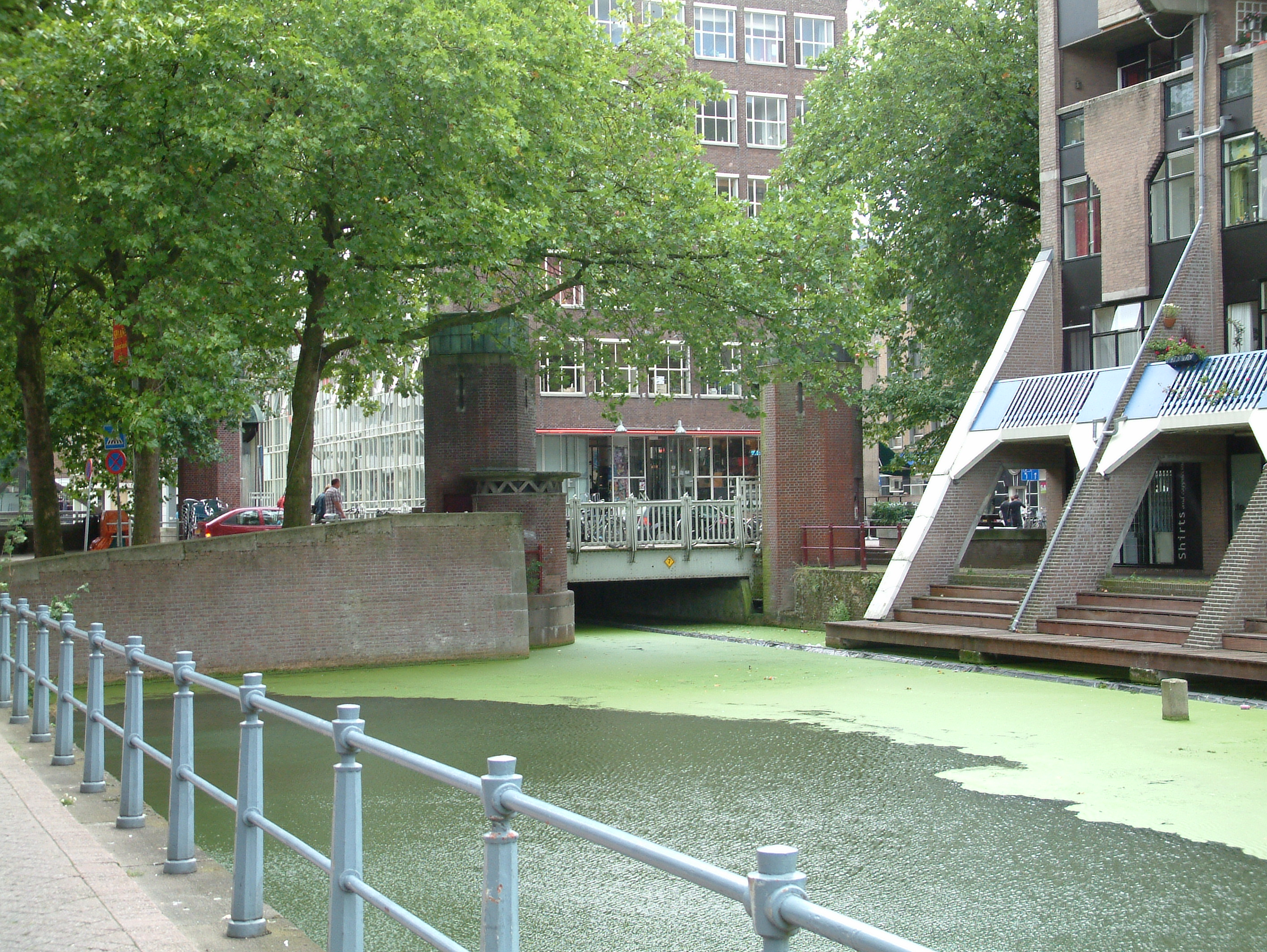
Meentbrug noordzijde

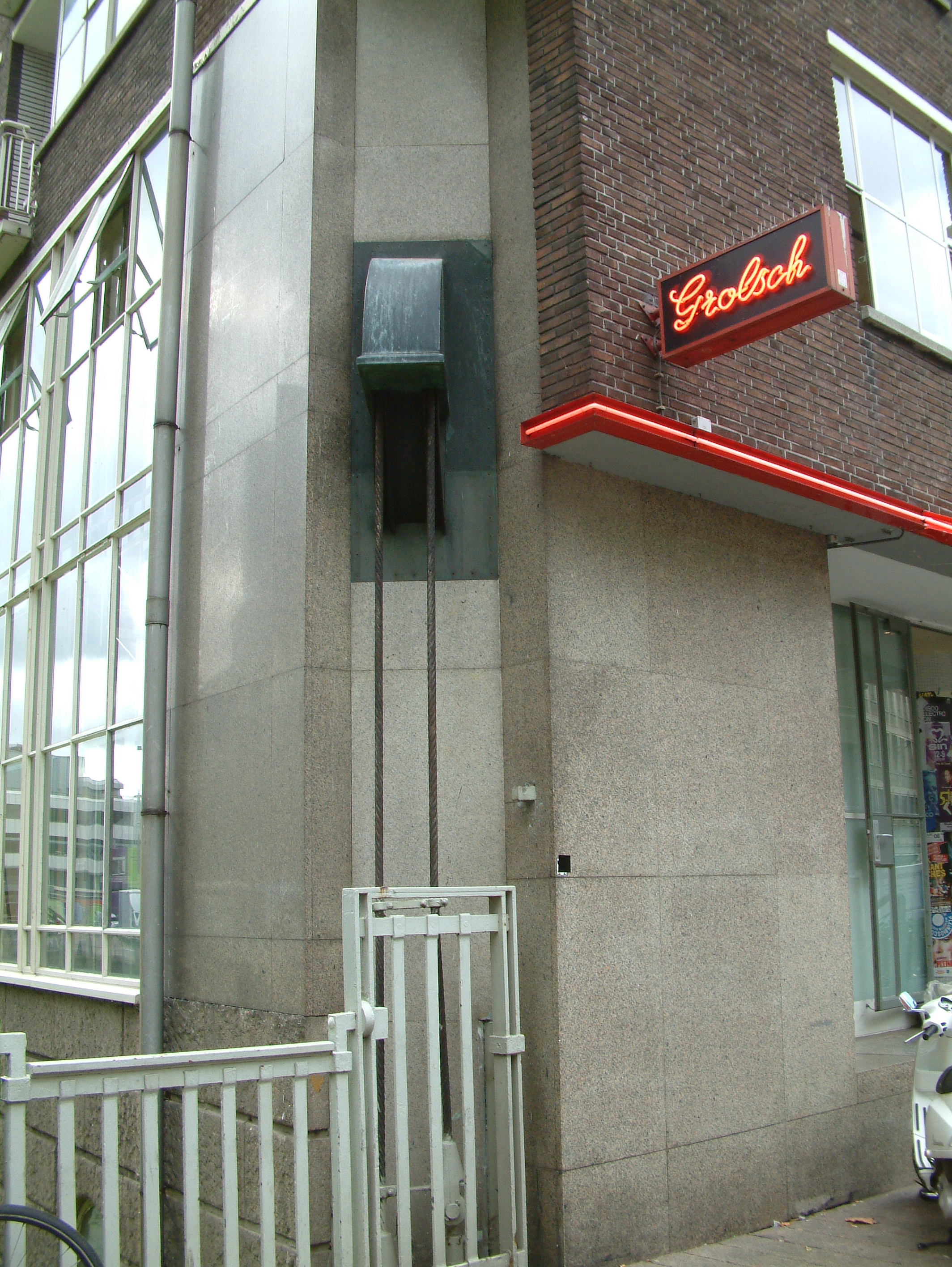
Meentbrug zuidwest torentje

Le Meentbrug est un pont levant sur l'avenue Meent datant de 1929. C'est le seul pont d'avant-guerre du centre-ville enjambant la Rotte. Le pont ne peut plus être exploité, parce que certains des câbles ne sont pas montés sur le pont. Il était autrefois un pont levant à quatre tourelles. Le pont était équipé de marches rétractables, de sorte que les piétons pouvaient traverser le pont, même lorsqu'il était ouvert. L'une des tourelles se trouvait à l'emplacement où un nouveau bâtiment devait être construit et y a été intégrée. La poulie est dans le mur extérieur du café-restaurant Dudok (un bâtiment historique conçu par Willem Marinus Dudok), et le contrepoids est  à l'intérieur. 

## Krattenbrug

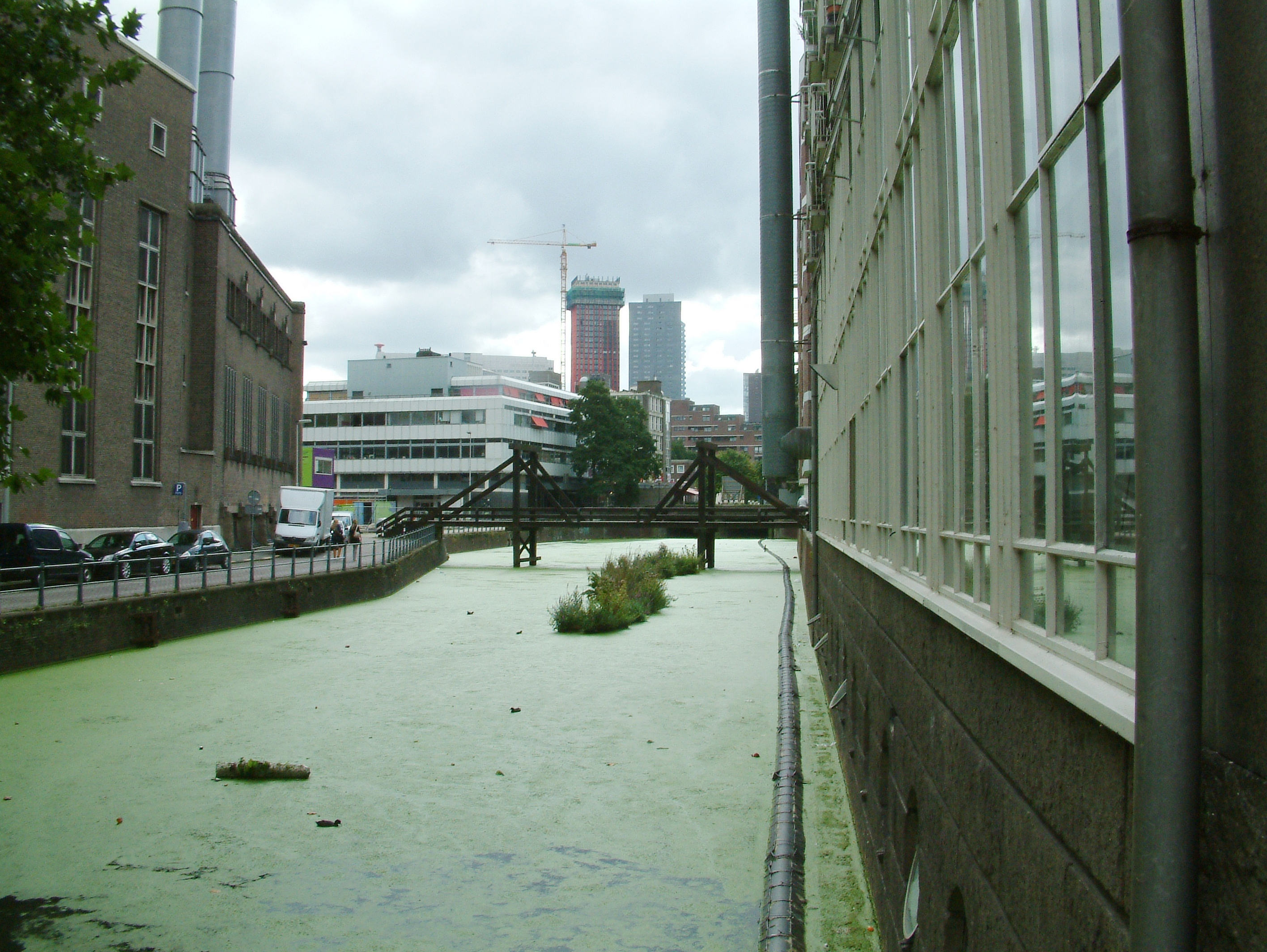
Krattenbrug côté nord

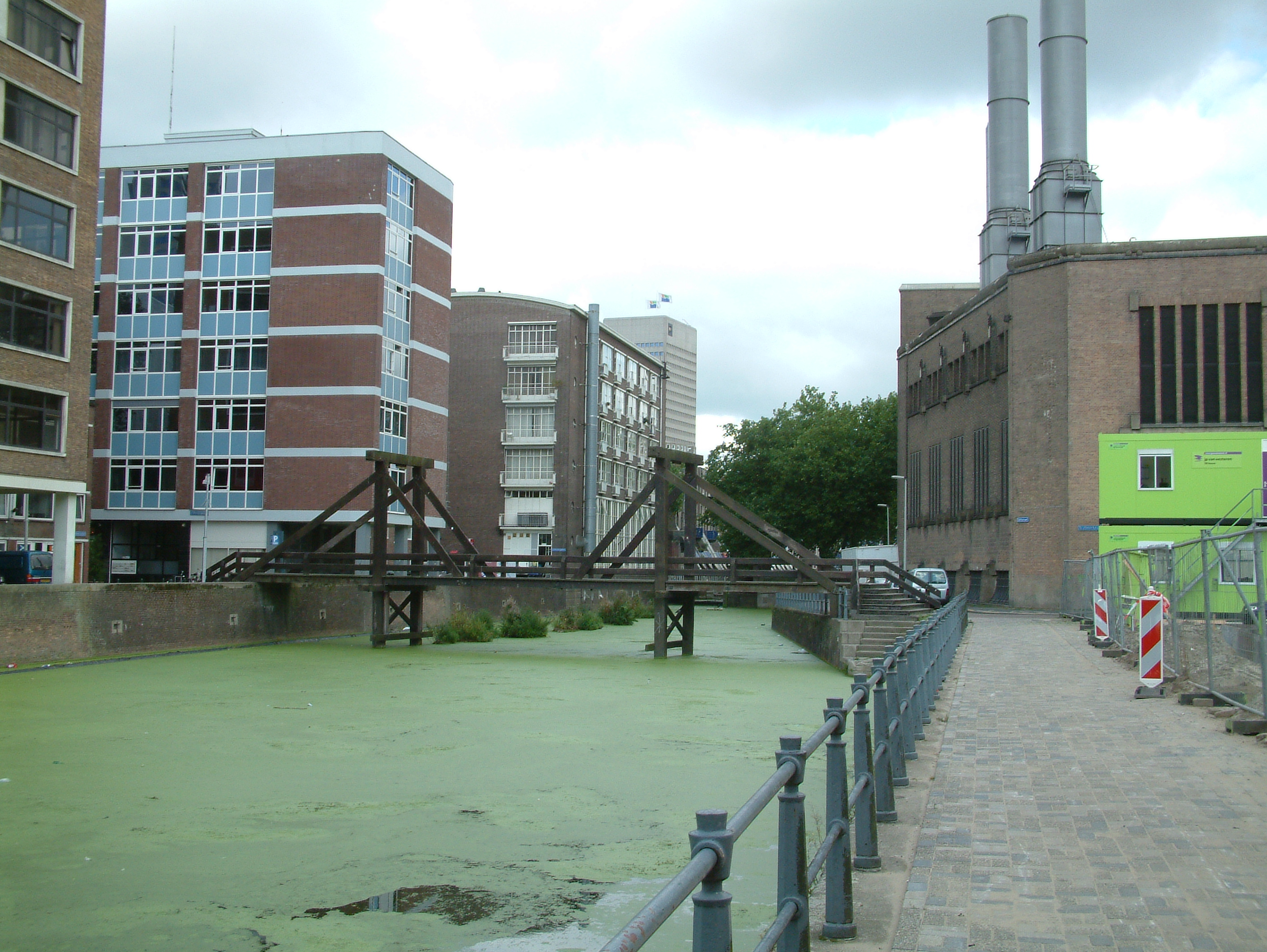
Krattenbrug côté sud

Le Krattenbrug est depuis 2010 un pont fixe en acier et remplace l'ancien pont de bois. La conception du pont en acier est adaptée à celle du podium urbain à proximité. En 1902, l'office des eaux de Schieland a donné à la municipalité de Rotterdam le permis de renouvellement de ce pont au dessus du Delftsevaart (partie du canal de la Rotterdamse Schie) entre la rue Bagijnenstraat et la Krattensteeg. 

## Vlasmarktbrug

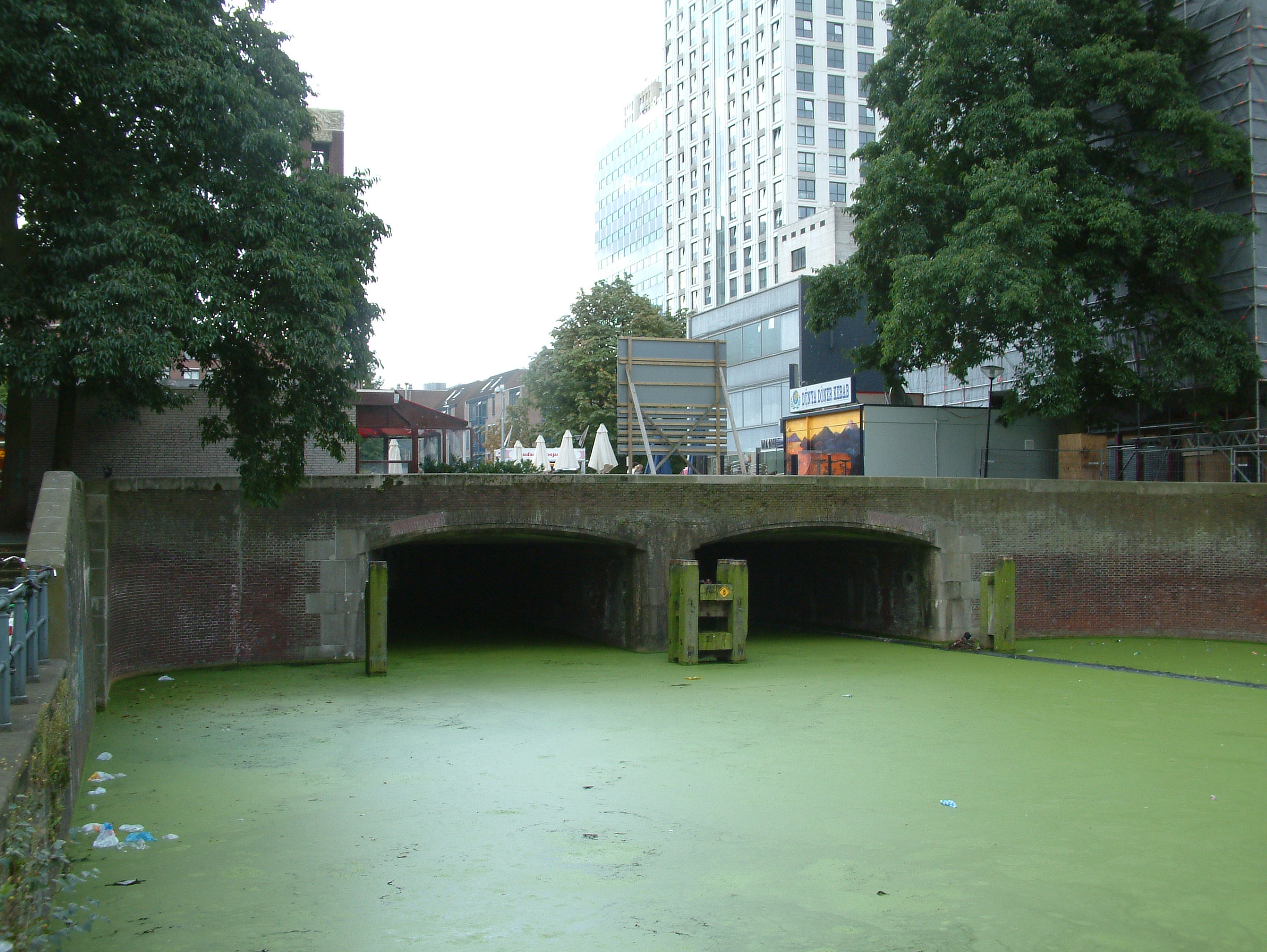
Vlasmarktbrug côté nord

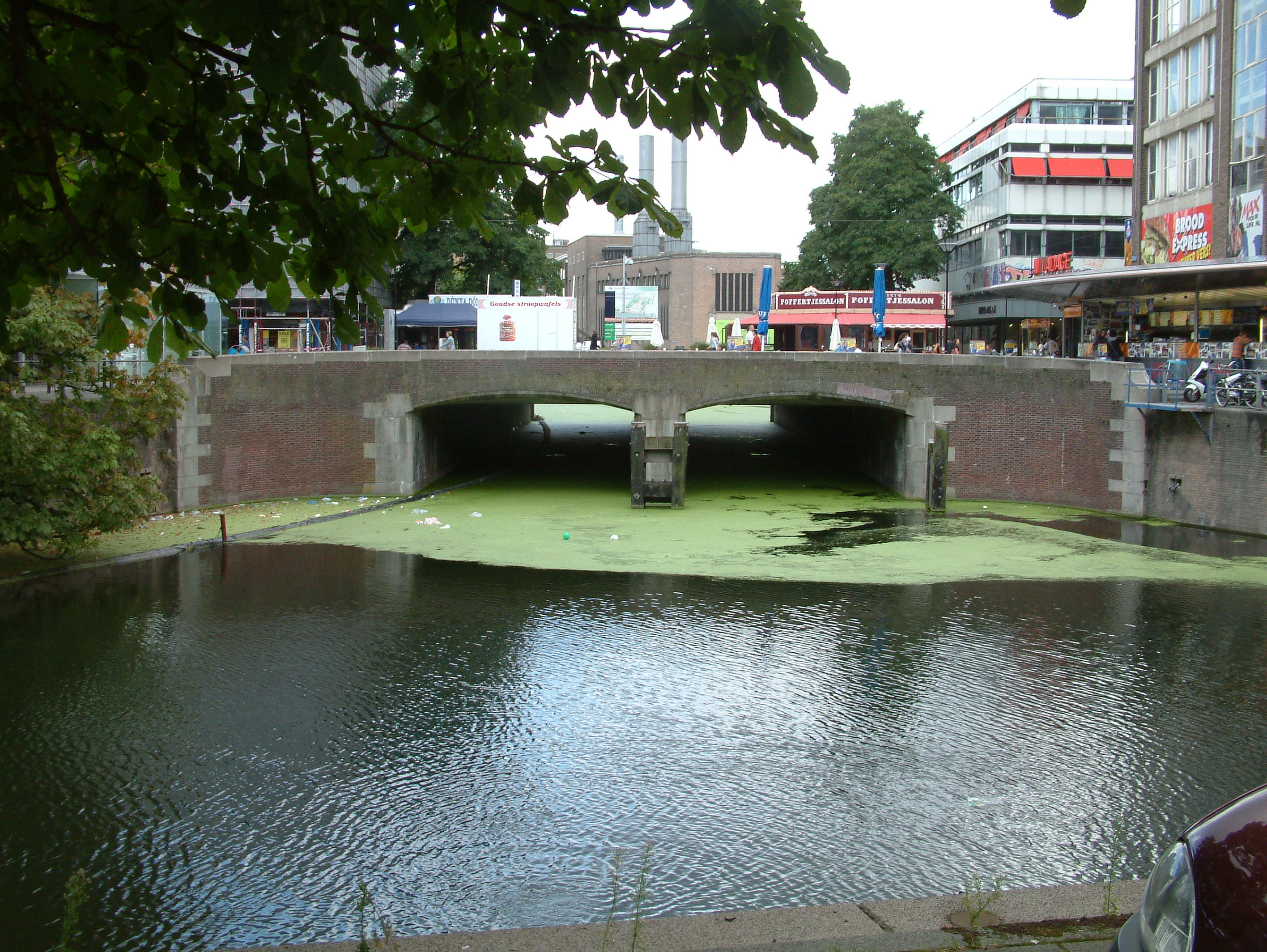
Vlasmarktbrug côté sud

Le Vlasmarktbrug est un pont fixe et est un pont en arc, du fait de sa longueur. Au dessus se trouve le Vlasmarkt. 

## Wezenbrug

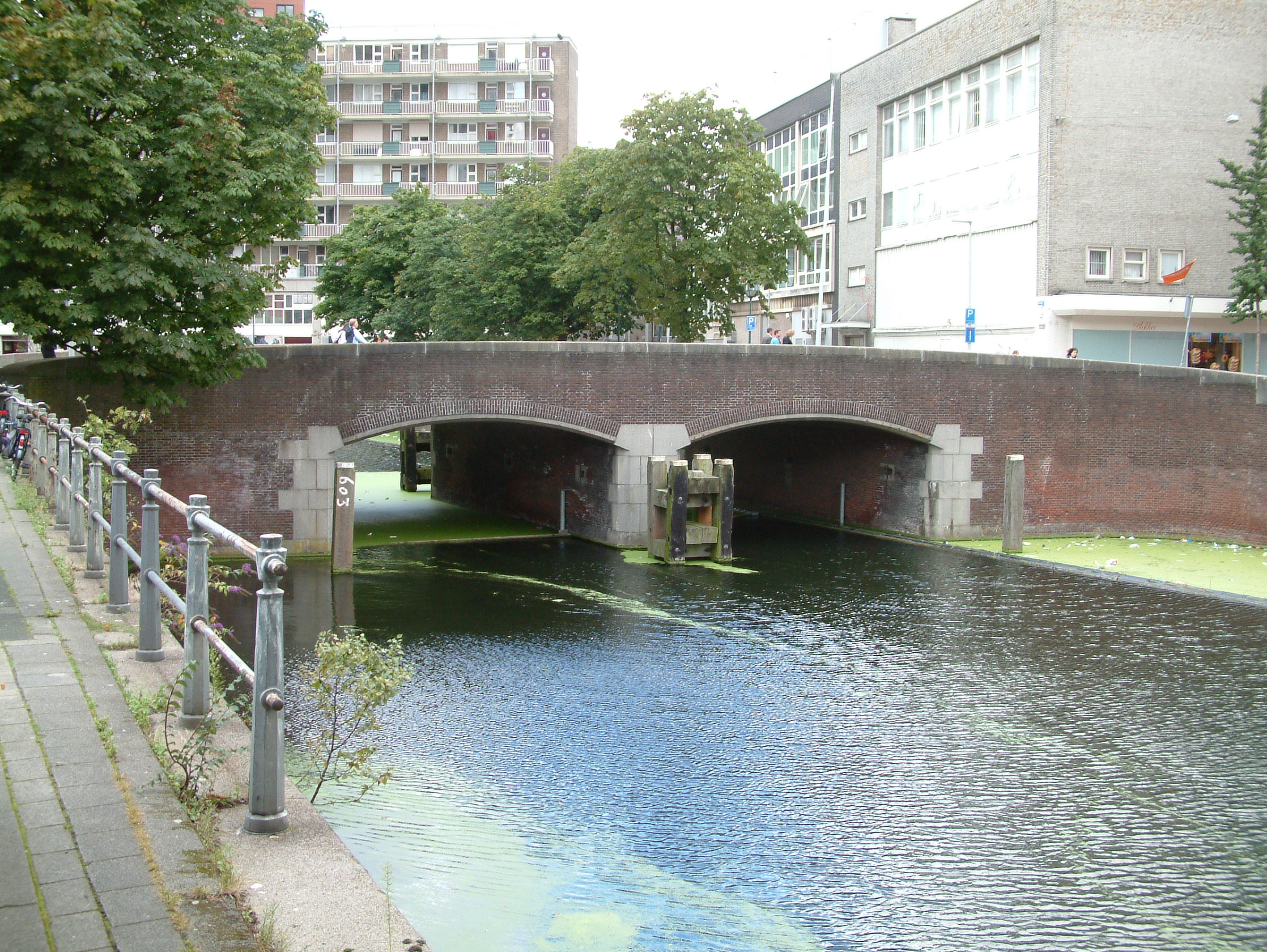
Wezenbrug east side

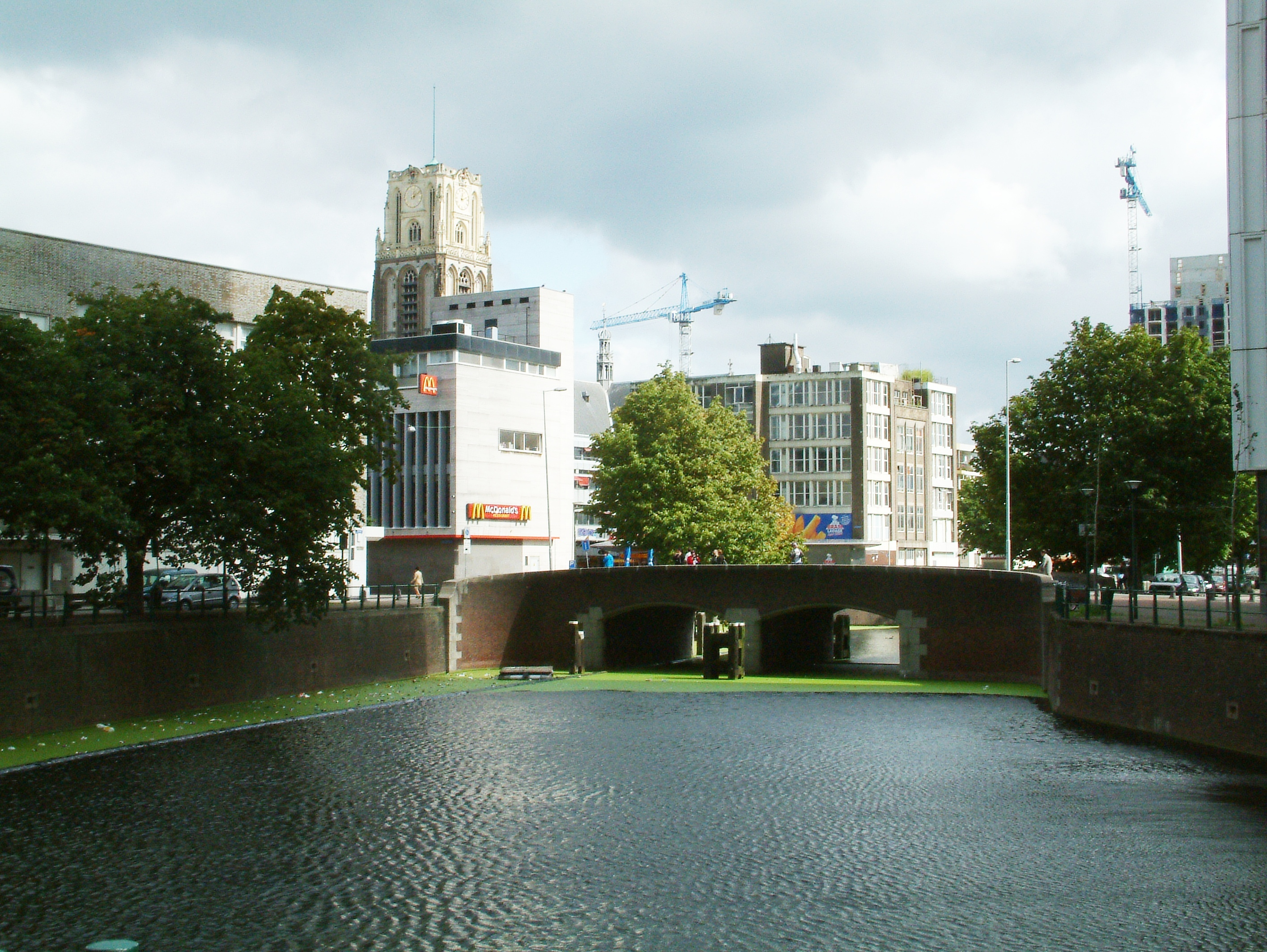
Wezenbrug côté ouest

Le Wezenbrug est un pont fixe. En 1902, l'office des eaux de Schieland accorda à la municipalité de Rotterdam un permis pour sa restauration.

## Soetenbrug ou Leuvebrug

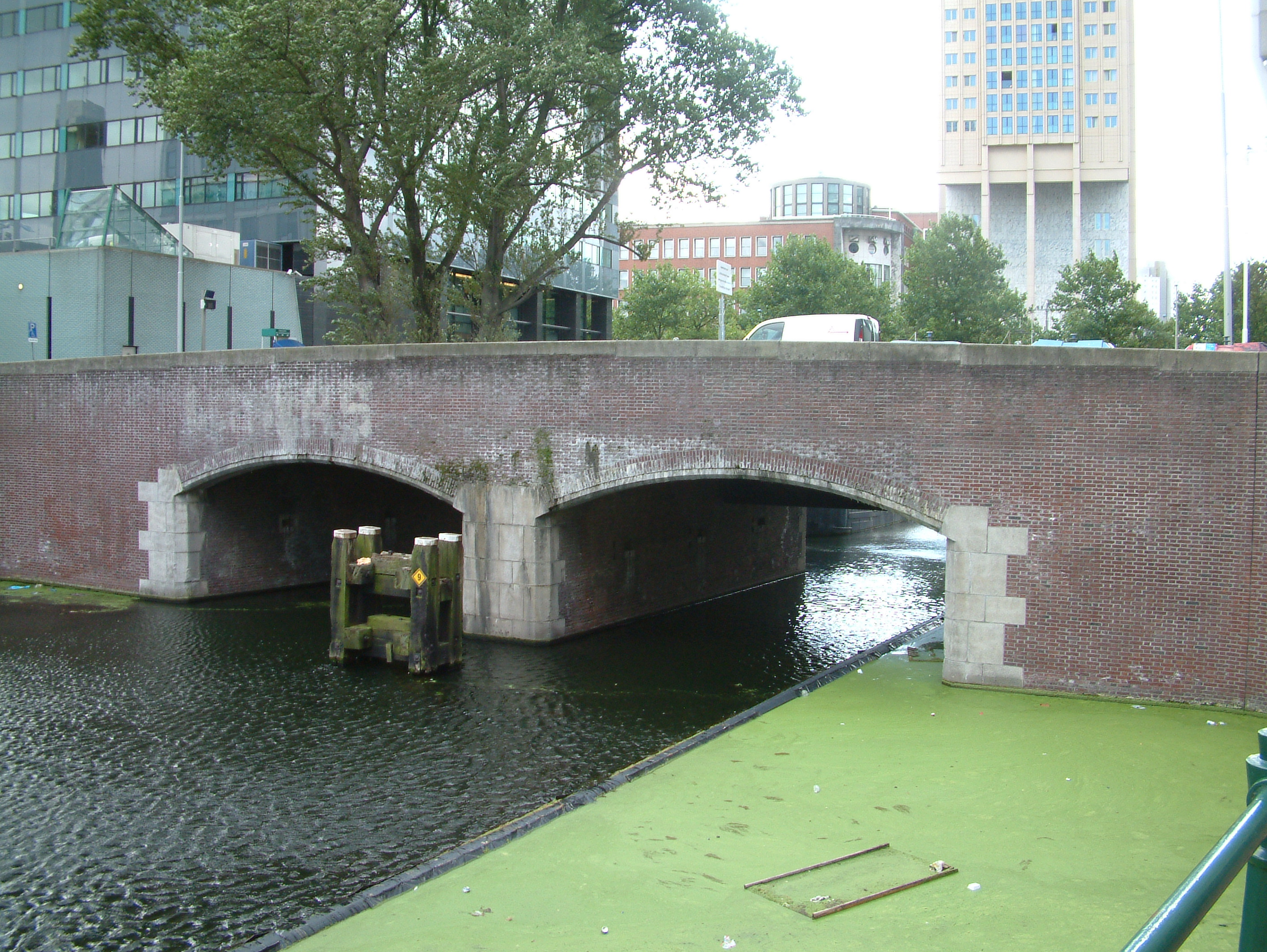
Soetenbrug côté nord

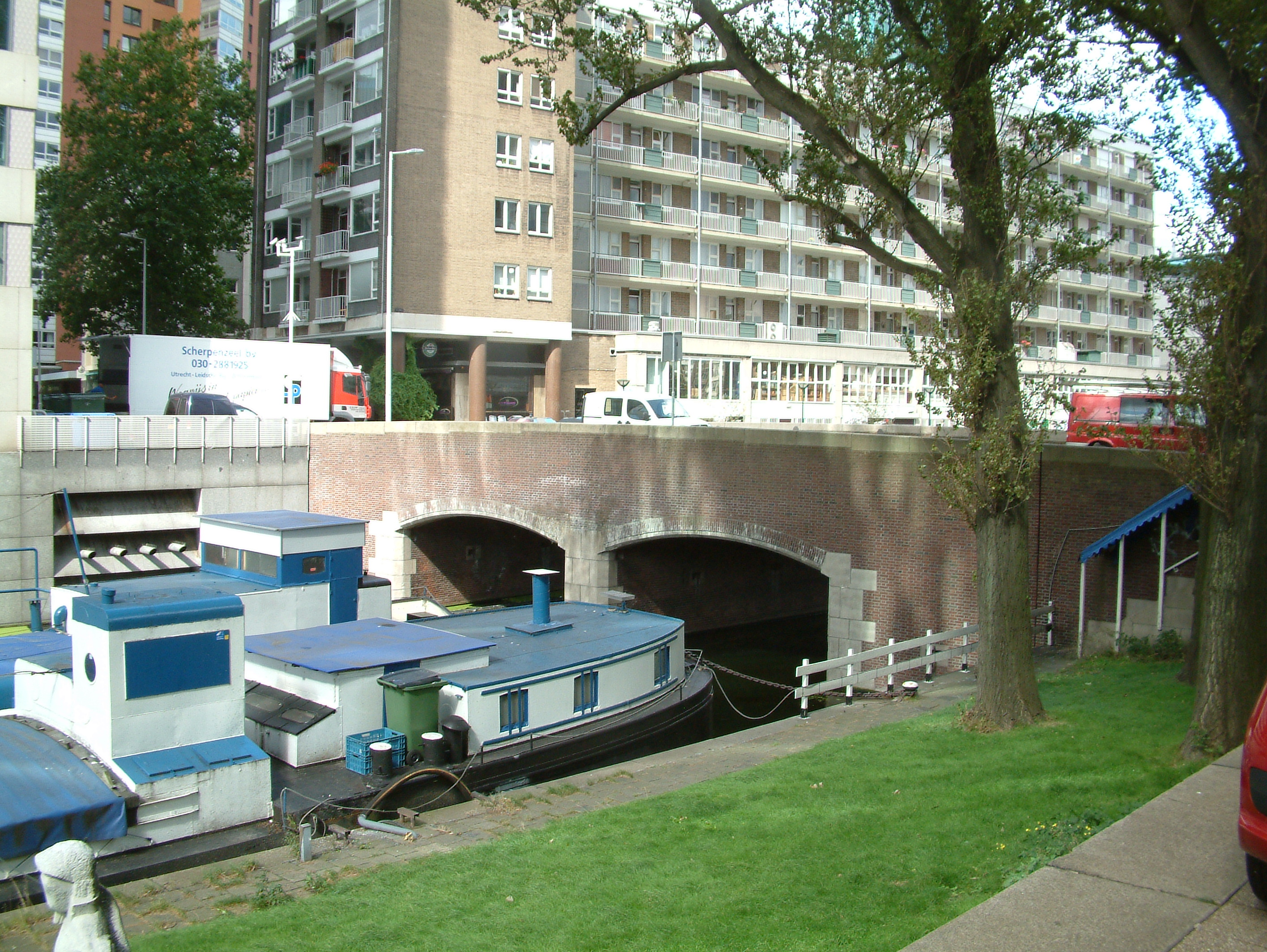
Soetenbrug côté sud

Le Soetenbrug est un pont fixe. Par décision du 14 septembre 1880, l'office des eaux de Schieland a donné à la municipalité de Rotterdam un permis pour son élargissement dans le cadre de la construction du nouveau marché aux poissons. 

## Leuvesluis

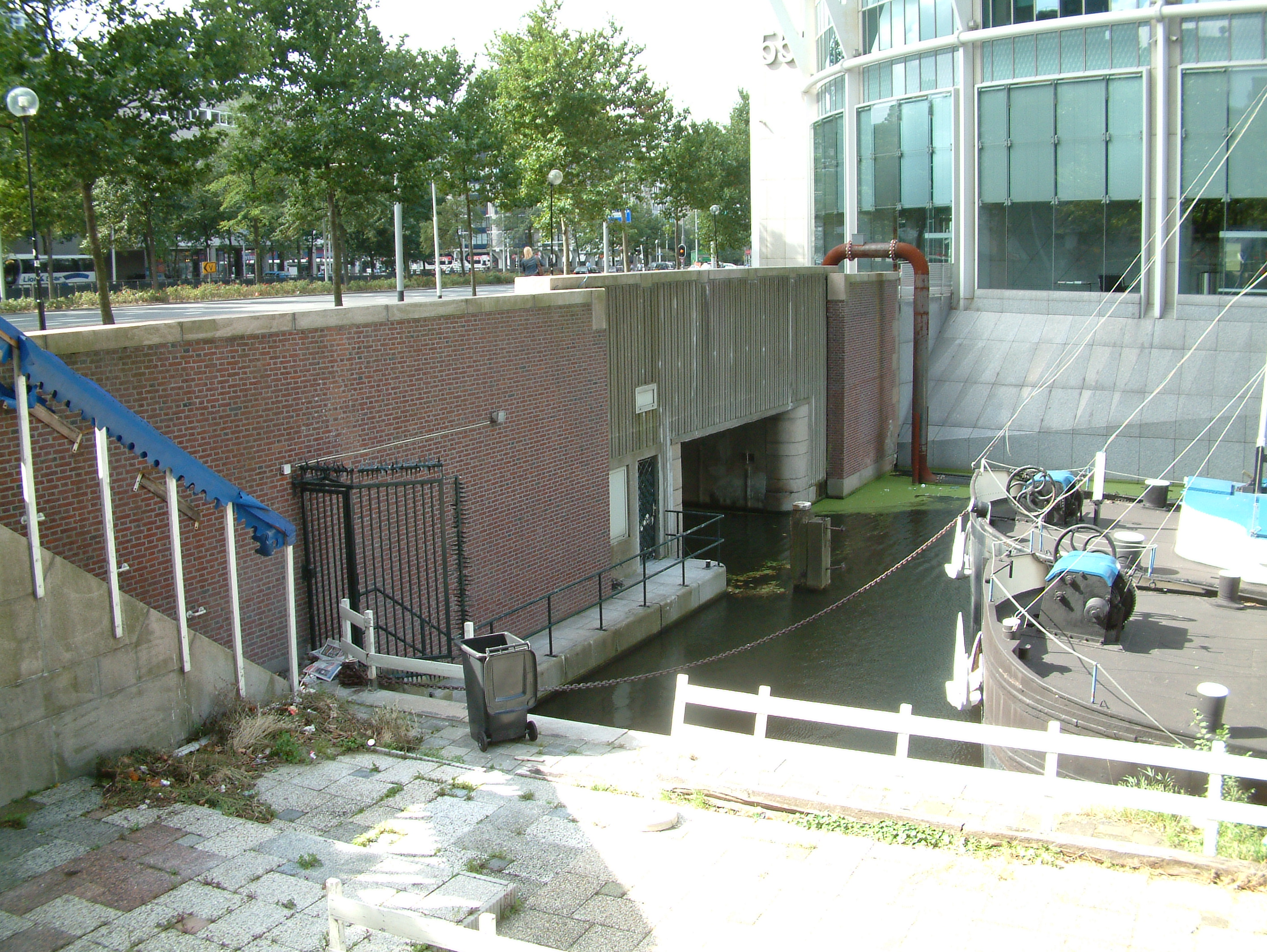
Leuvesluis côté nord

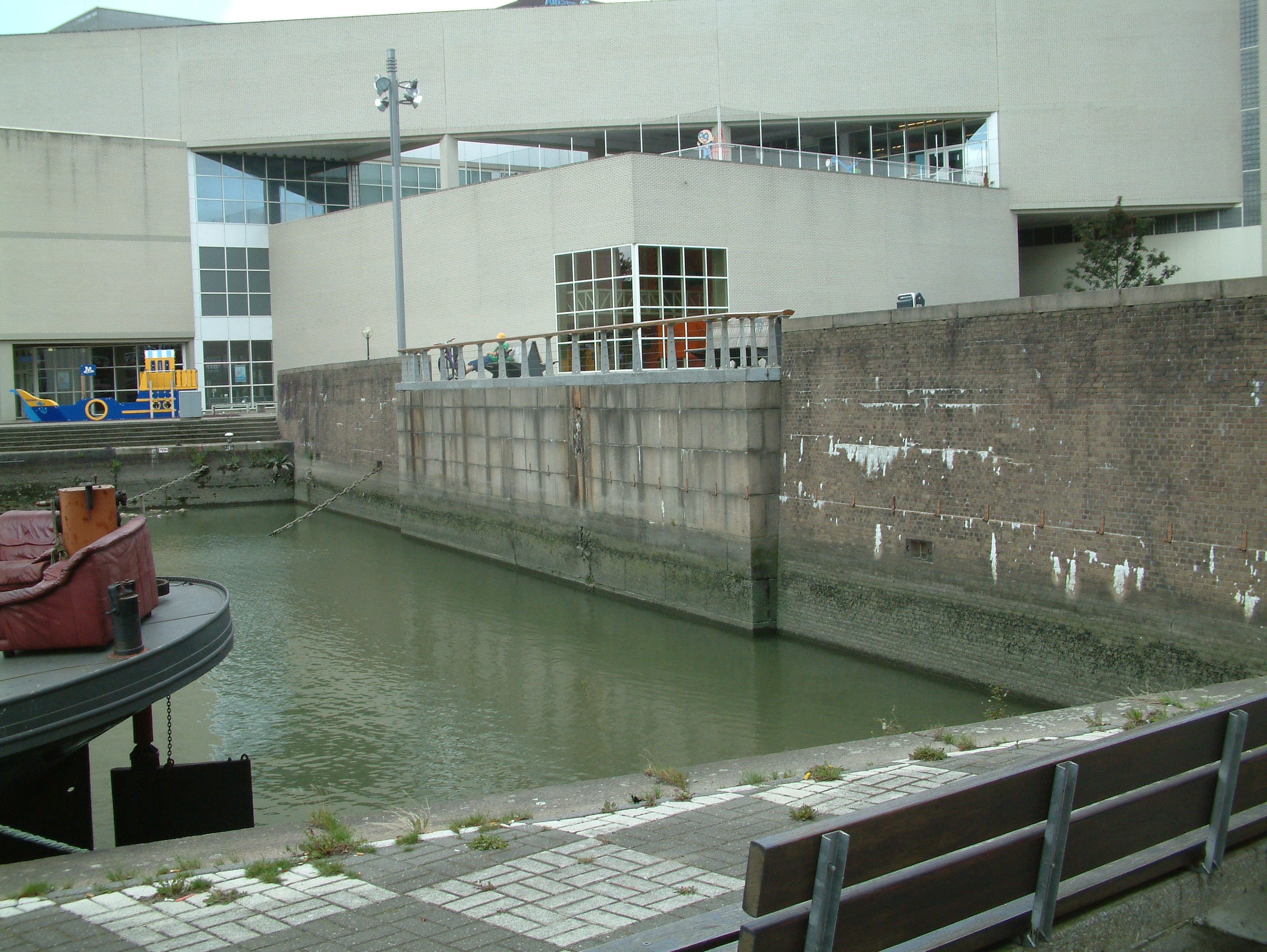
Leuvesluis côté sud

Le Leuvesluis a été construit entre 1941 et 1950. L'endroit a été comblé au début des années soixante-dix. A proximité se trouve un passage voûté sous la place Blaak.